# Tomba di Humayun
La tomba di Humāyūn (in hindi हुमायूँ का मक़बरा, Urdu: ہمایون کا مقبره - Humāyūn kā Maqbara) è un complesso di edifici inerenti alla sepoltura dell'imperatore moghul Humāyūn, commissionato dalla moglie dello stesso, Bega Begum nel 1562 d.C. e progettato dall'architetto persiano Mirak Mīrzā Ghiyāth. Si tratta della prima tomba-giardino nel Subcontinente indiano, e si trova in India, a Delhi, nel quartiere di Nizamuddin East, vicina alla cittadella Dina-panah (nota anche come Purana Qila) fondata da Humayun nel 1533. Si tratta anche della prima struttura in arenaria rossa di simili dimensioni Il complesso è stato dichiarato Patrimonio dell'umanità UNESCO nel 1993, e da questa data è oggetto di importanti lavori di restauro, tuttora in corso.
Il complesso include la tomba principale dell'imperatore Humāyūn, che a sua volta ospita le tombe di alcune mogli, fra cui Bega e Ḥamīda Bēgum, di Dārā Shikōh, figlio del successivo imperatore Shāh Jahān, e di numerosi altri successori moghul, tra cui gli imperatori Jahandar Shah, Farrukhsiyar, Rafi' ul-Darjat, Rafi' ul-Daulat e ʿĀlamgīr II. Rappresenta certamente un enorme salto di qualità nella produzione architettonica moghul e, insieme al suo giardino in Chahar bagh - elemento tipico nei giardini persiani, ma ancora inedito all'epoca in India - si pose come una delle architetture di riferimento per la realizzazione di opere successive. Il mausoleo si pone inoltre in contrasto con la semplicità del complesso funerario del padre di Humāyūn - il primo imperatore moghul Bābur - ospitata nei giardini detti Bāgh-e Bābur a Kabul, in Afghanistan. Ciononostante a Bābur va riconosciuto il fatto di essere stato il primo imperatore a venir seppellito in un giardino del paradiso. Basata sul modello del Gur-e Amir di Samarcanda, la tomba dell'avo Tamerlano conquistatore dell'Asia, la tomba di Humāyūn creò un precedente per i successivi mausolei imperiali moghul, il cui picco artistico e creativo è rappresentato dal Tāj Maḥal di Āgrā.
Il sito dell'opera è stato scelto in prossimità del fiume Yamuna, data anche la sua vicinanza con il Nizamuddin Dargah, il mausoleo del santo sufi di Delhi Niẓāmuddīn Awliyāʾ, e alla sua residenza, Chilla Niẓāmuddīn Awliyāʾ; i governanti della città erano infatti particolarmente devoti al santo. In tarda epoca moghul, l'ultimo imperatore Bahādur Shāh II si rifugiò nel complesso insieme ad altri tre principi durante i moti indiani del 1857 e lì venne catturato dal capitano Hodson; in seguito scelse la via dell'esilio verso Rangoon, (attualmente Yangon).

## Storia

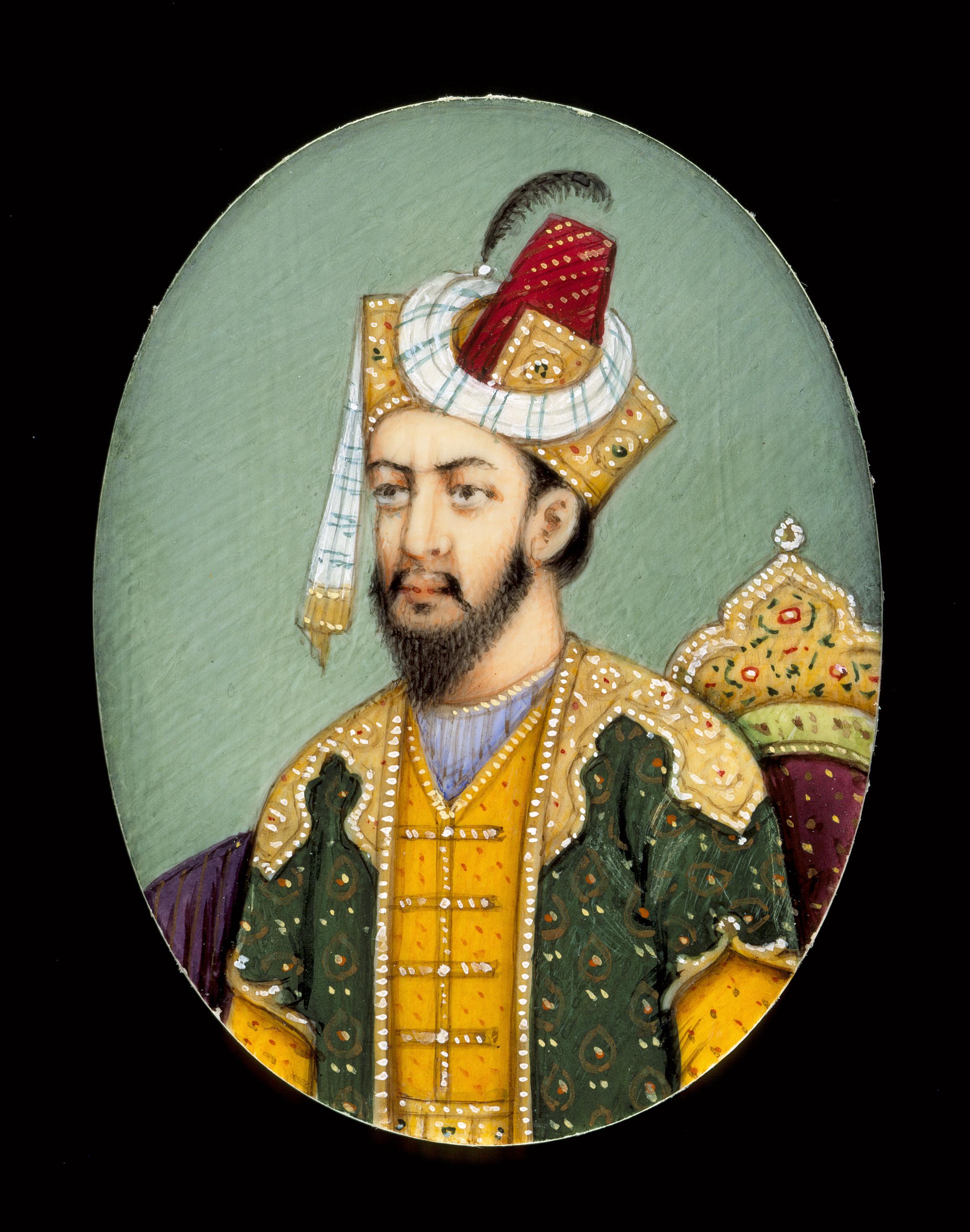
L'imperatore moghul Humayun (1508-1556).

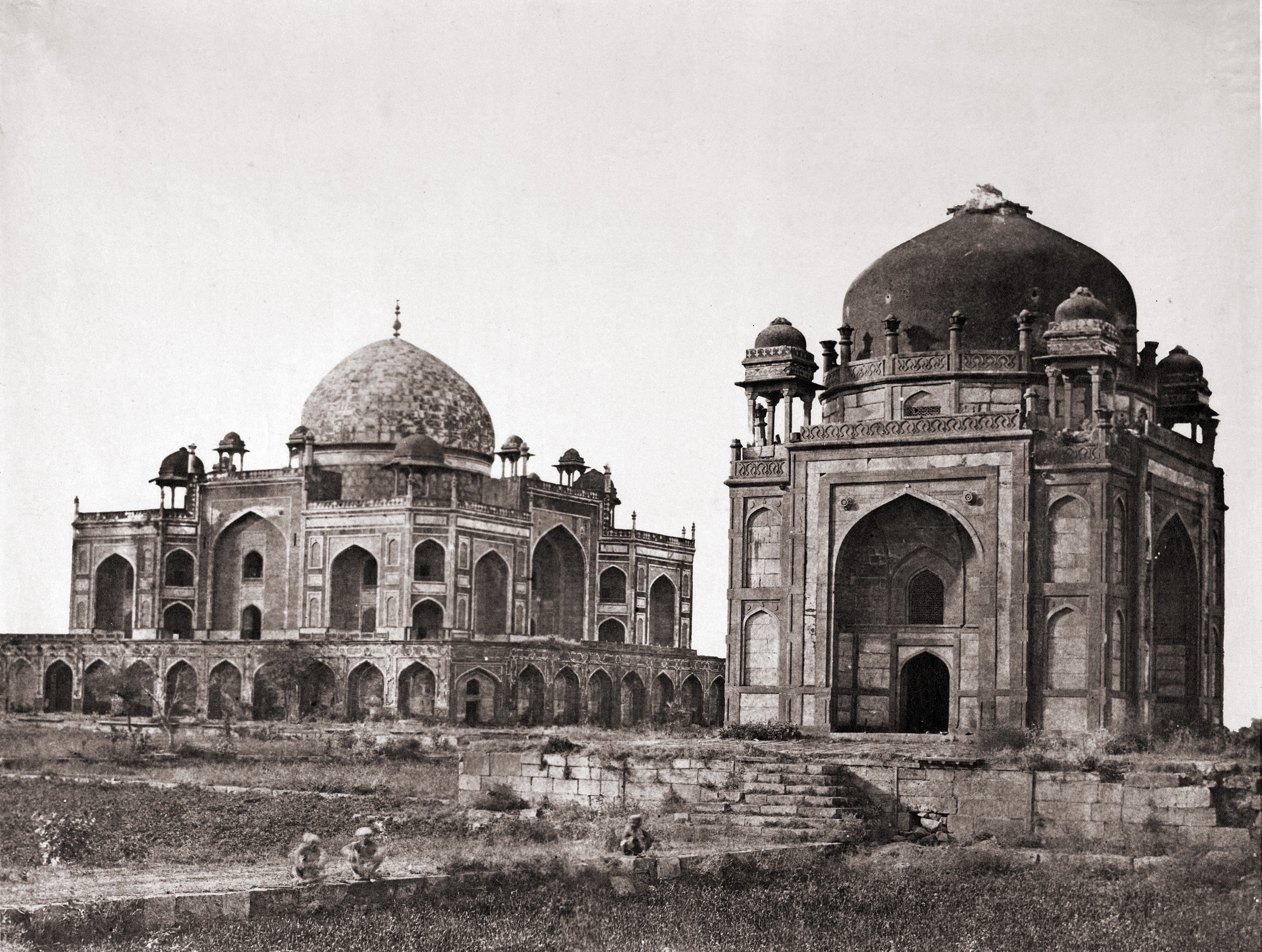
Tomba di Humayun, con la Nai-ka-Gumbad, o Tomba del Barbiere, in primo piano. Immagine del 1858.

Alla morte dell'imperatore, avvenuta il 20 gennaio 1556, il corpo di Humayun venne inizialmente seppellito nel suo palazzo residenziale di Delhi; successivamente le spoglie furono portate a Sirhind-Fategarh, nel Punjab, da Khanjar Beg.
La tomba di Humayun fu costruita per ordine della vedova Bega Begum a partire dal 1562 (e dunque diversi anni dopo la morte del marito) per il costo di 1,5 milioni di rupie dell'epoca. Secondo 'Abd al-Qadir Bada'uni, uno dei pochi storici contemporanei alla costruzione che ne facciano menzione, l'architetto incaricato di realizzare l'edificio fu Mirak Mirza Ghiyas (talvolta indicato anche come Mirak Ghiyathuddin). Egli era di origini persiane, dato che giunse in India da Herat (attuale Afghanistan nord-occidentale) e risulta aver operato sia nella sua città d'origine che a Bukhara (attuale Uzbekistan), oltre che in varie località del subcontinente. Mirak Mirza Ghiyas morì comunque prima del completamento dell'opera e i lavori furono seguiti dal figlio di questi, Sayyed Muhammad ibn Mirak Ghiyathuddin fino al termine, nel 1571.

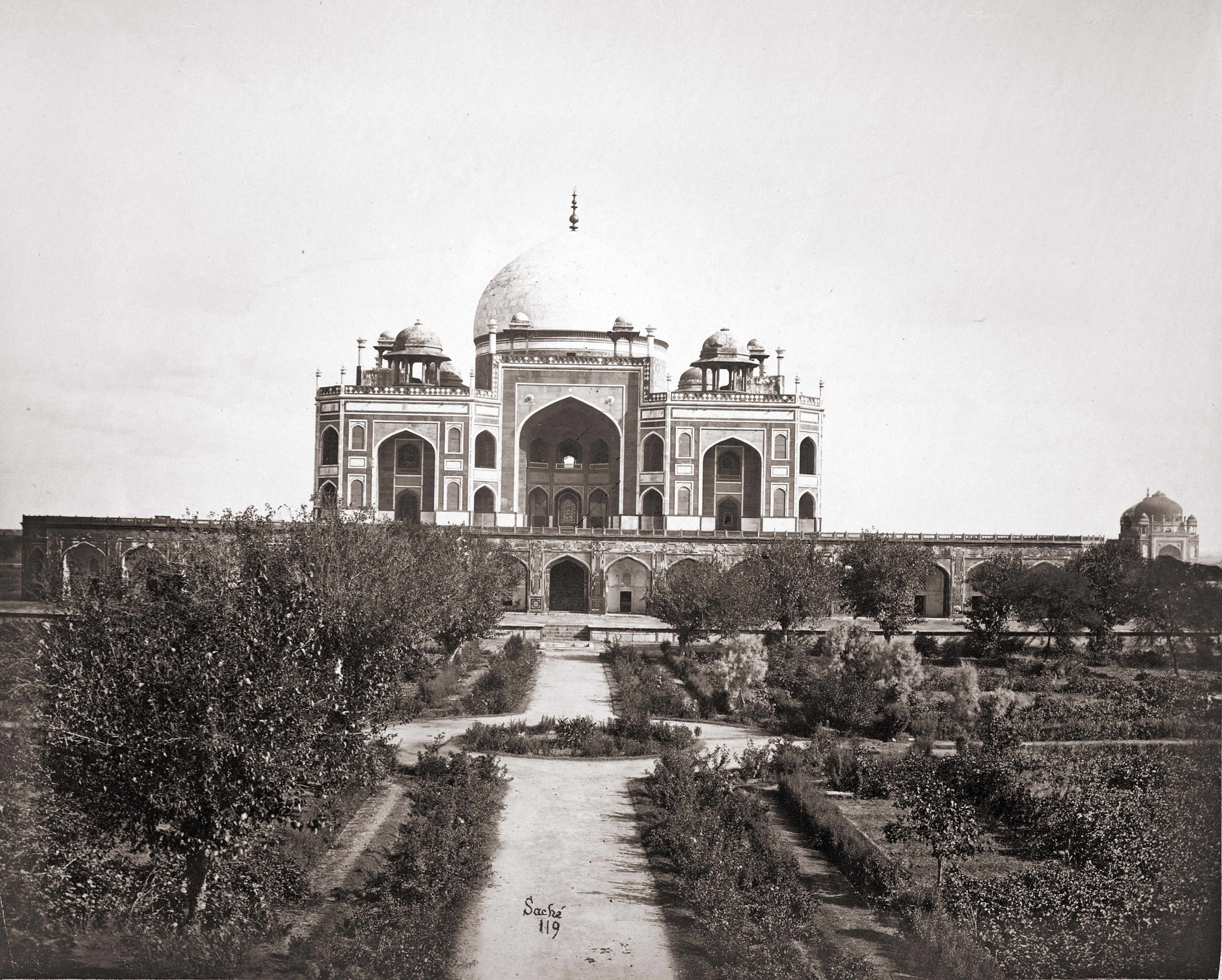
Rotonde tipiche del Giardino all'inglese rimpiazzarono nel 1860 le vasche centrali quadrate del giardino in Chahar bagh.

Un mercante inglese che visitò la tomba nel 1611, William Frinch, ha lasciato una descrizione dell'arredamento interno dell'epoca, specialmente per ciò che concerne la camera centrale, stridente con la spartana accomodazione visibile ai nostri giorni. Frinch fa infatti menzione della presenza di ricchi tappeti, di una shamiana, una piccola tenda al di sopra del cenotafio, coperto da fogli bianchissimi e libri sacri, oltre che dalla spada, le scarpe ed il turbante.
La fortuna per i famosi giardini in Chahar bagh - vasti oltre 13 ettari e circostanti il monumento - girò loro ben presto le spalle negli anni a seguire. La capitale era già stata trasferita ad Agra nel 1556 ed il declino dei moghul in breve trascinò i rovina anche i relativi possedimenti: mantenere in perfetta funzionalità complessi simili iniziò a diventare uno sforzo economico insostenibile. Dall'inizio del XVIII secolo i giardini una volta lussureggianti iniziarono a cedere il posto agli orti di coloro che si erano stabiliti all'interno dell'area cintata. Ad ogni modo, il periodo peggiore per la salute architettonica del sito terminò con la già menzionata cattura da parte delle truppe britanniche dell'ultimo imperatore moghul, Bahadur Shah II, con la conseguente uccisione dei tre figli e la condanna all'esilio per l'ex monarca. Nel 1860 il disegno moghul del giardino venne riadattato secondo i dettami del giardino all'inglese, con l'inserimento di rotonde in luogo delle quattro vasche d'acqua lungo il viale corrispondente all'asse principale e l'inserimento di un maggiore numero di alberi intorno alle aiuole di fiori. Questa forzatura rispetto al contesto originario fu riassorbita agli inizi del XX secolo, quando il Viceré dell'India Britannica Lord Curzon ordinò di ripristinare il giardino nella sua composizione originaria. La più importante campagna di restauro fu condotta tra il 1903 ed il 1909; una successiva organizzazione della disposizione delle piante, avvenuta nel 1915, fornì maggior risalto agli assi centrali e diagonali grazie all'accostamento di filari di alberi, sebbene alcuni di questi siano stati piantati anche su di una piattaforma riservata originariamente alla sistemazione di tende.
Durante la partizione dell'India, il Purana Qila e la Tomba di Humayun furono utilizzati come campi profughi per i musulmani in attesa di migrare verso l'appena fondato Pakistan: tali campi furono gestiti dal Governo indiano e operarono per circa cinque anni, periodo durante il quale sia i giardini che i canali d'acqua e gli edifici principali subirono danni consistenti. Addirittura le sale contenenti le sepolture furono murate al fine di scongiurare atti di sciacallaggio o vandalismo. L'Archaeological Survey of India (Soprintendenza archeologica dell'India) tentò nel corso degli anni a seguire di sostenere la causa dei monumenti patrimonio dell'India e gradualmente le costruzioni e i giardini furono restaurati; ciononostante, fino al 1985, dei quattro tentativi messi in atto per riattivare il sistema idrico, nessuno andò a buon termine..
Nel 1993 prese avvio una nuova importante campagna di restauro del complesso, in seguito alla dichiarazione del monumento come patrimonio dell'Umanità. La collaborazione tra l'Aga Khan Trust e l'ASI comportò inoltre un'accurata campagna di ricerca e di scavi e culminò nel 2003 con la riattivazione dopo secoli delle storiche fontane: ciononostante, opere di manutenzione e restauro localizzato sono tuttora in corso per scongiurare il pericolo di un'ennesima decadenza del sito.

## Architettura

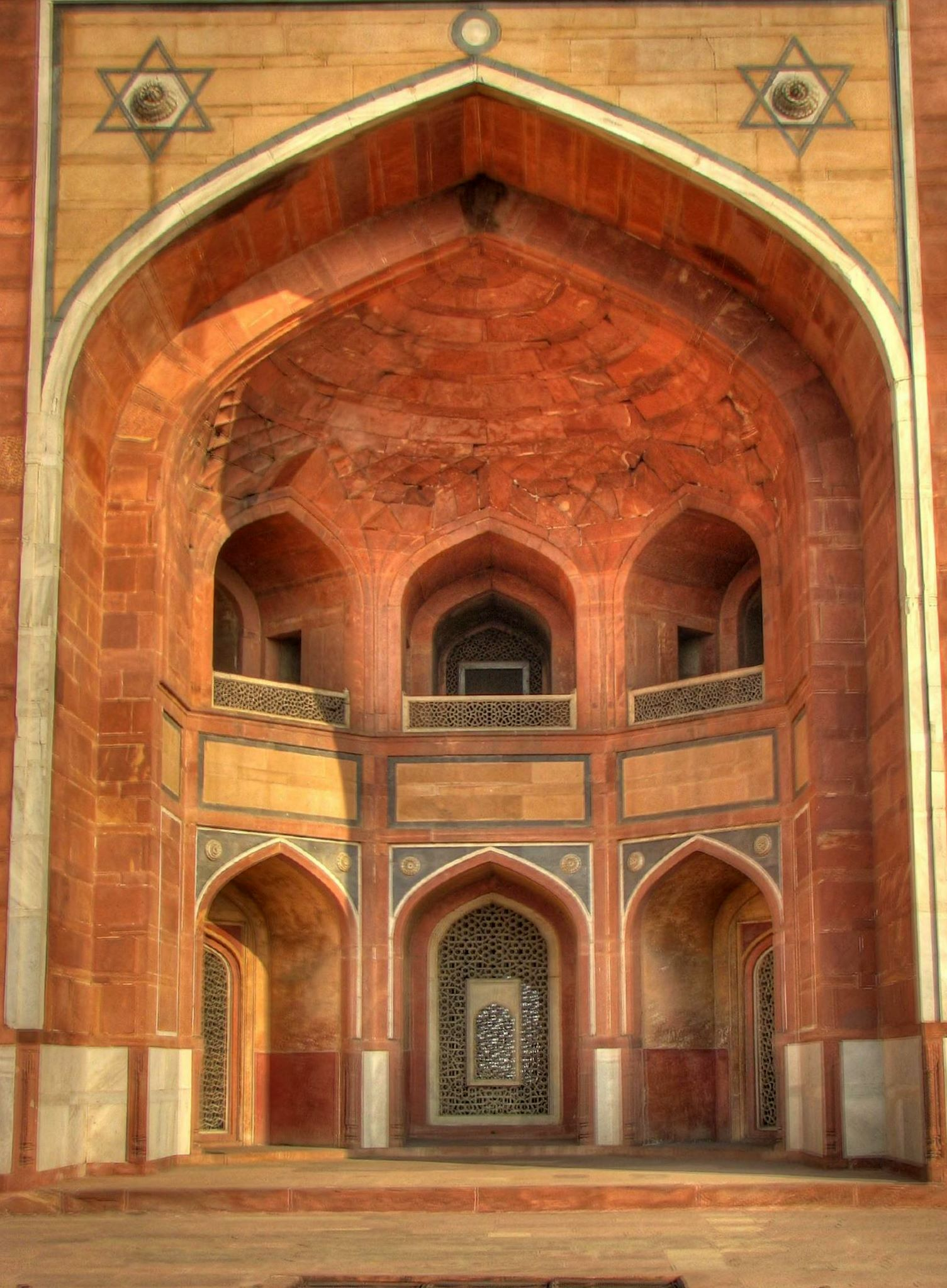
Arcata esterna della Tomba di Humayun. Si notano le nicchie distribuite su due livelli.

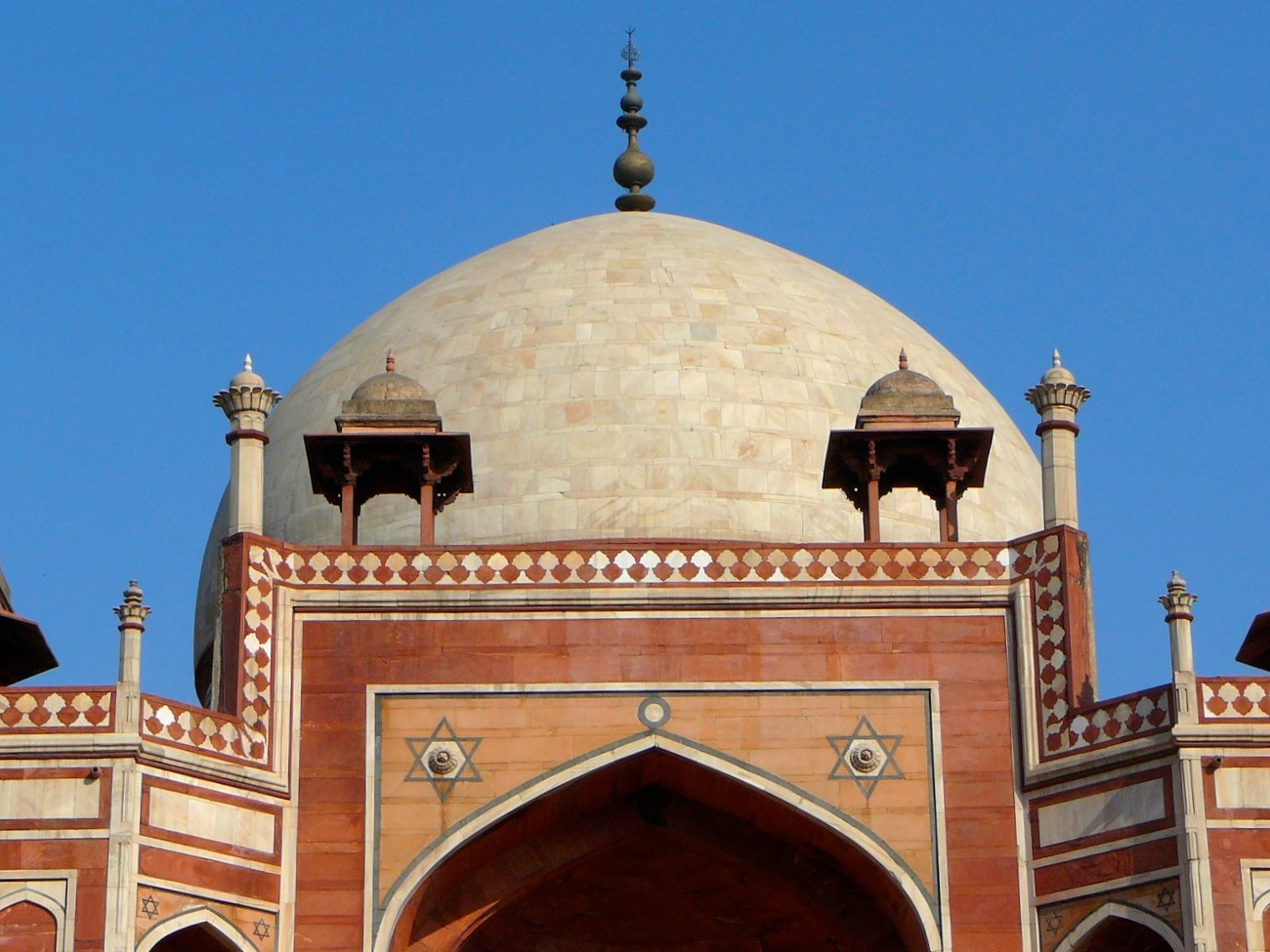
Particolare dei motivi geometrici in marmo ed arenaria, eseguiti con la tecnica detta a pietre dure, presenti sull'Iwan di ingresso. Sono visibili anche i chatris e i piccoli minareti che circondano la cupola centrale in marmo bianco.

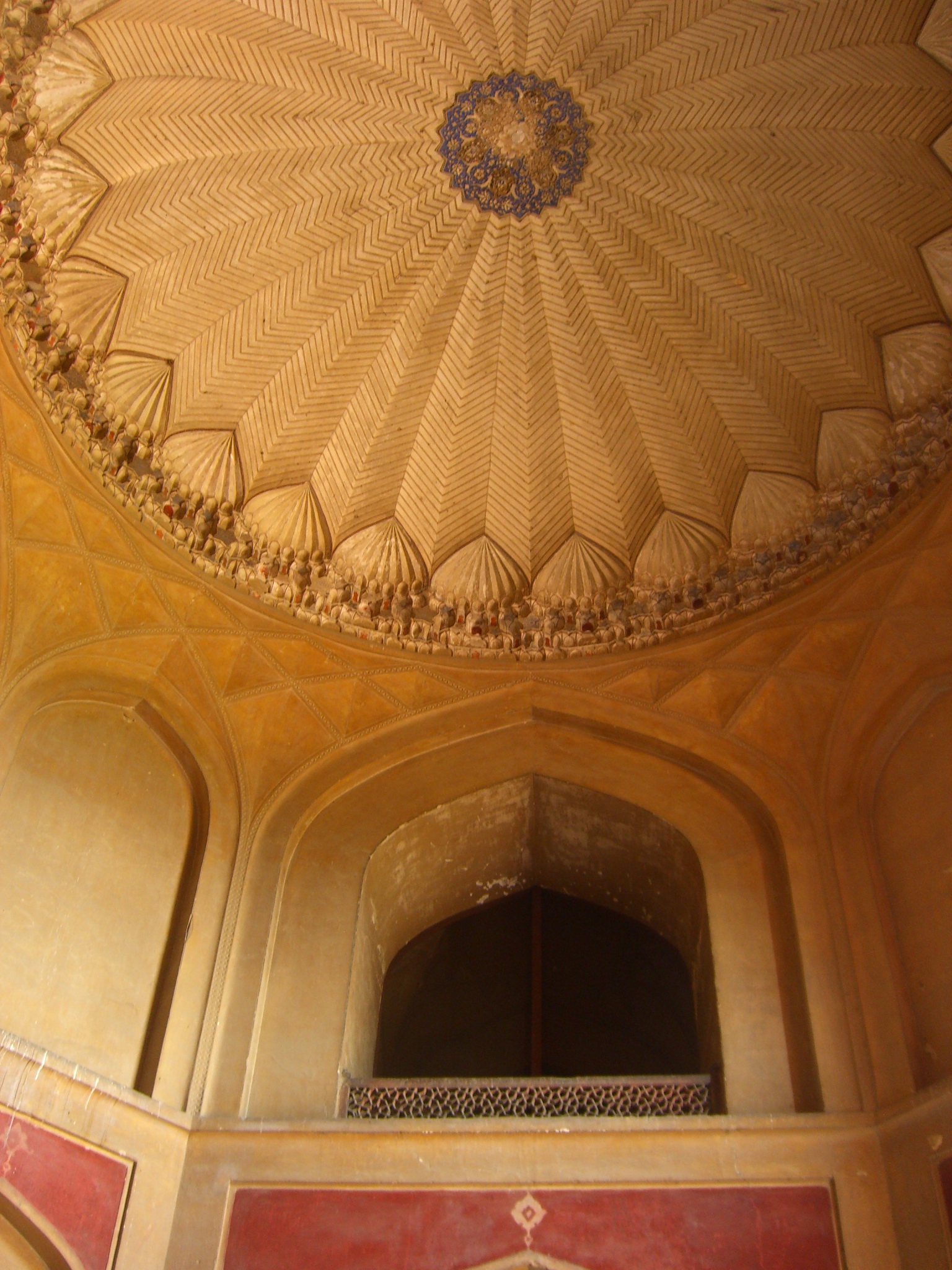
Vista dell'interno della cupola della Tomba di Humayun.

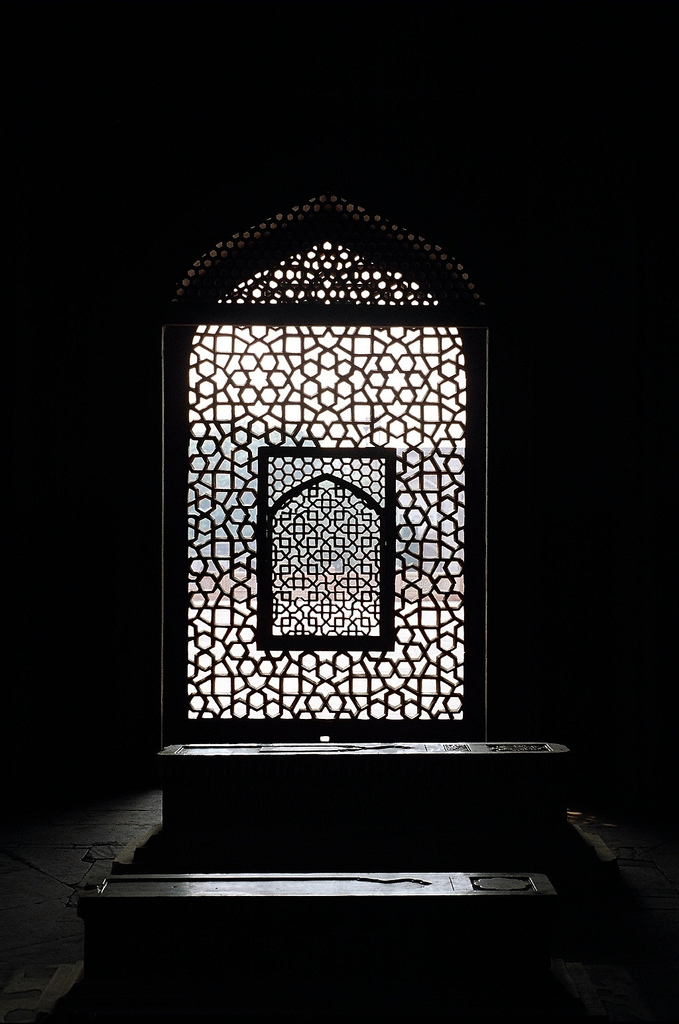
Il miḥrāb simbolicamente intagliato rivolto verso la Mecca, oltre lo schermo di marmo traforato.

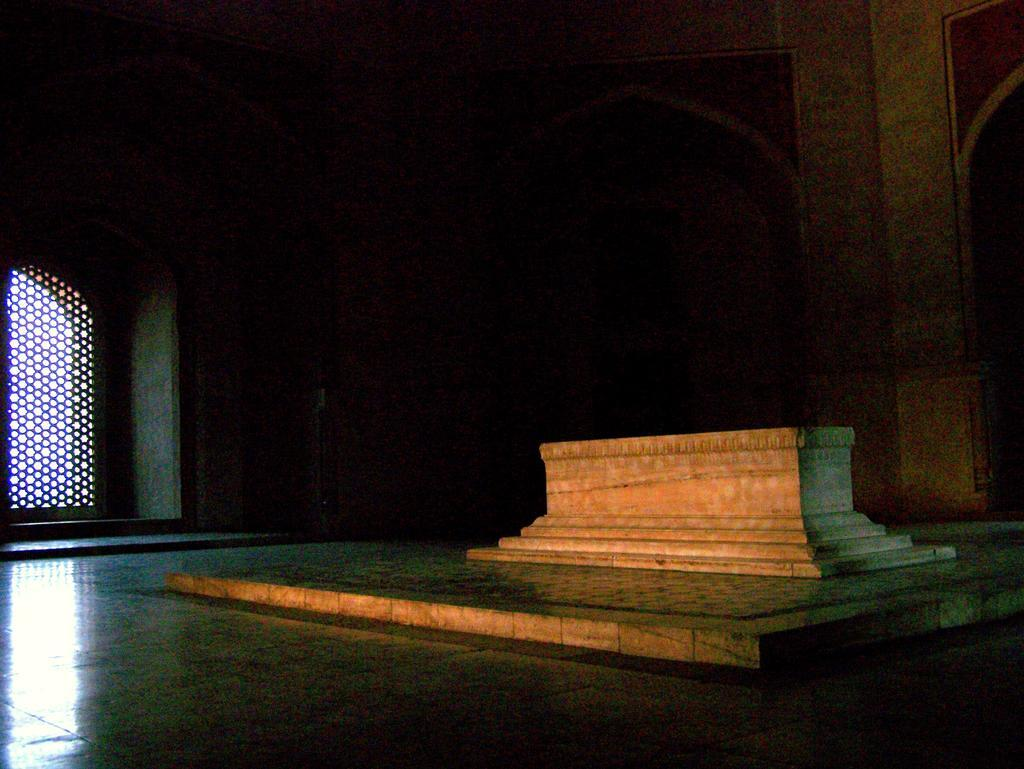
Il cenotafio di Humayun occupa da solo la stanza principale. La tomba vera e propria è costituita dal basamento sottostante.

L'alto recinto in pietra grezza che delimita il complesso è attraversabile tramite due imponenti portali d'accesso a due livelli: alti all'incirca 16 metri, sono posizionati a sud e ad ovest ed accolgono al proprio interno dei locali su entrambi gli affacci. I piani superiori si sviluppano addirittura intorno a piccole corti interne. Le stelle a sei punte che adornano la porta principale - visibili anche sull'iwan dell'edificio ospitante la tomba principale - hanno in questo frangente significato di simbolo cosmico ornamentale.
La tomba di Humayun è costruita in pietra grezza e arenaria rossa, ed utilizza il marmo bianco come materiale di rivestimento. Sono in marmo anche i pavimenti, gli schermi traforati (jali), le cornici delle porte, i cornicioni (chajja) e la cupola principale. L'edificio è collocato al di sopra di una terrazza voltata alta circa otto metri e ampia più di 12.000 m². La pianta è pressoché quadrata, sebbene gli smussi posti agli angoli diano un'impressione di ottagonalità al fine di meglio far coincidere struttura interna ed esterna. Il basamento è costituito da un nucleo grezzo e cinquantasei celle circostanti ed ospita più di cento tombe. L'intera struttura di base è a sua volta situata su una piattaforma rialzata di alcuni gradini.
Visibilmente ispirata all'Architettura persiana, la tomba raggiunge un'altezza di 47 metri e una larghezza di circa 90, rappresentando inoltre il primo caso di edificio indiano ad utilizzare la doppia cupola persiana al di sopra di un alto tamburo: dalla quota di 42,5 metri, è completata da un coronamento in ottone su cui svetta un crescente. Si tratta, in questo caso, di una forte convergenza con le tombe di epoca timuride. La cupola doppia - o a doppio strato - è composta da un livello esterno, che sostiene la decorazione visibile in marmo, e da uno interno strutturale e di coronamento del volume interno. In contrasto con il candore della cupola esterna, il resto dell'edificio è costituito da arenaria rossa, talvolta lavorata con dettagli in marmo bianco e nero ed in arenaria gialla al fine di rompere ogni possibile senso di monotonia.
La semplicità e la simmetria degli esterni si ritrovano in netto contrasto con la complessa planimetria del piano terreno, composto da camere disposte secondo lo schema nonuplo: otto camere voltate e a due livelli sono disposte radialmente intorno ad una non camera centrale, a doppia altezza e coperta dalla cupola. Al di sotto della cupola bianca, nel mezzo della stanza centrale è ospitato un unico sepolcro ottagonale, appartenente all'imperatore Humayun. È raggiungibile tramite un imponente iwan posto a sud, leggermente arretrato, mentre le altre pareti sono decorate con intricati jali, i già citati schermi marmorei traforati.
La vera camera di sepoltura dell'imperatore, in realtà, si trova abbastanza lontana in una stanza dei sotterranei, esattamente al di sotto del cenotafio superiore, ed è accessibile attraverso un passaggio separato dall'esterno dell'edificio principale, ed è raramente possibile accedervi per il pubblico. Questo stratagemma distributivo, così come la tecnica ornamentale delle pietre dure (una decorazione a intarsi di marmo) visibile su tutta la facciata rappresentano un'importante eredità raccolta dall'architettura indo-islamica. Tale decorazione sarà così spesso riscontrabile nelle successive realizzazioni di mausolei dell'epoca moghul, quali il Taj Mahal.
Nella camera principale è inoltre riportato un altro elemento simbolico, il disegno di un miḥrāb sullo schermo in lattice rivolto alla Mecca (e quindi posto ad ovest). La luce che può entrare direttamente nella stanza dalla Qibla eleva lo status dell'imperatore al di sopra di tutti i suoi rivali e lo avvicina alla divinità.
La camera dall'alto soffitto è poi circondata da quattro principali camere ottagonali - disposte su due livelli - poste sulle diagonali e raggiungibili tramite vestiboli voltati. A queste si aggiungono ulteriori quattro camere ausiliarie: il tutto suggerisce come l'edificio fosse stato pensato ancora più che come tomba per un singolo come il monumento per un'intera dinastia. La concezione di otto camere d'intorno non solo permette di effettuare un percorso circolare intorno al cenotafio principale, pratica comune nel Sufismo e spesso visibile nei mausolei imperiali moghul, ma anche e soprattutto rispecchia il concetto di paradiso nella Cosmologia islamica. Ognuna delle camere principali ha a sua volta otto camere minori poste in maniera radiale intorno a queste, di modo tale che il piano terreno mostra in pianta un totale di ben 124 stanze voltate. Anche le numerose camere minori ospitano cenotafi, principalmente di esponenti della famiglia reale moghul o della nobiltà: spiccano tra questi le tombe della stessa vedova di Humayun, Hamida Begum, e di Dara Shikoh. Dato che le tombe non mostrano comunque iscrizioni specifiche, la maggior parte delle personalità seppellite rimane comunque ad oggi non identificata.
L'edificio fu anche il primo ad utilizzare la combinazione di arenaria rossa e marmo bianco, e mostra diversi tra i più caratteristici elementi dell'architettura moghul, come le piccole canopie (o chatris) intorno alla cupola centrale, in origine ricoperte da piastrelle in ceramica blu.

## Il giardino Chahar bagh

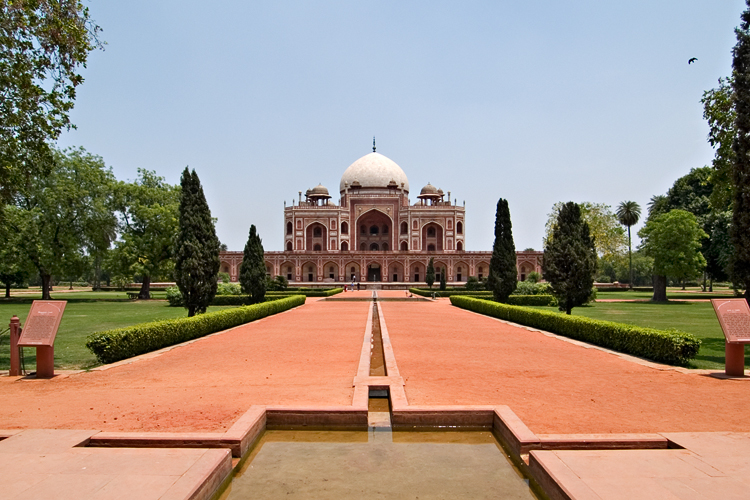
Secondo la tradizione islamica, quattro corsi d'acqua principali definiscono la disposizione quadrilatera del Chahar bagh.

La tomba di Humayun è a sua volta inserita al centro di un giardino di 30 acri disposto a Chahar bagh (termine persiano che significa quattro giardini) secondo una regolare pianta quadrilatera: si tratta del primo caso di giardino di questa tipologia realizzato su grande scala nell'Asia meridionale.
Il giardino, cintato e disposto geometricamente, è diviso in quattro porzioni quadrate da passaggi pedonali pavimentati (khiyabans) e due canali d'acqua rappresentanti gli assi principali, ad imitazione dei quattro fiumi che scorrono nello Janna, il paradiso islamico. Ognuno dei quattro quadranti è a sua volta diviso in ulteriori porzioni quadrate, fino ad ottenerne un numero totale di 36: tale suddivisione diverrà tipica nella architettura moghul successiva. Il canale centrale pare scomparire al di sotto dell'edificio della tomba e riapparire oltre questa, ricordando il verso coranico che parla dei fiumi che scorrono al di sotto del 'Giardino del Paradiso'.
L'intero complesso di tomba e giardini è racchiuso su tre lati da alte mura grezze, mentre il quarto lato avrebbe dovuto essere rappresentato dal fiume Yamuna, il cui corso nel frattempo è stato però deviato lontano dalla struttura. I camminamenti centrali conducono a due portali: quello maggiore si apre tra le mura meridionali, mentre un altro minore è collocato tra quelle occidentali. Sviluppate su due, livelli, ad oggi solamente la porta occidentale è utilizzata, mentre quella meridionale - usata invece come ingresso principale in epoca moghul - resta al giorno d'oggi chiusa.
In corrispondenza rispetto al centro, sulle mura orientali è collocato un baradari, un padiglione con dodici porte, disegnato per permettere il passaggio della corrente d'aria all'interno del recinto. Addossato alle mura settentrionali, infine, si trova un hammam, un bagno.
Verso l'angolo sudorientale, all'interno del giardino in chahar bagh, si trova una tomba nota come Nai-ka-Gumbad - o Tomba del Barbiere - risalente al 1590 circa. La sua presenza all'interno del recinto reale dimostra l'importanza del personaggio. La tomba è posta al di sopra di una piattaforma sopraelevata, raggiungibile da sud tramite sette gradini; la pianta è quadrata ed il mausoleo è organizzato come un unico ambiente sormontato da doppia cupola. All'interno si trovano due tombe, entrambe riportanti iscrizioni tratte dal Corano. Su una delle tombe è riportata la dicitura 999, che potrebbe essere riferito all'anno di sepoltura. L'anno corrispondente sarebbe quindi il 1590 o il 1591 d.C.

## Altri monumenti

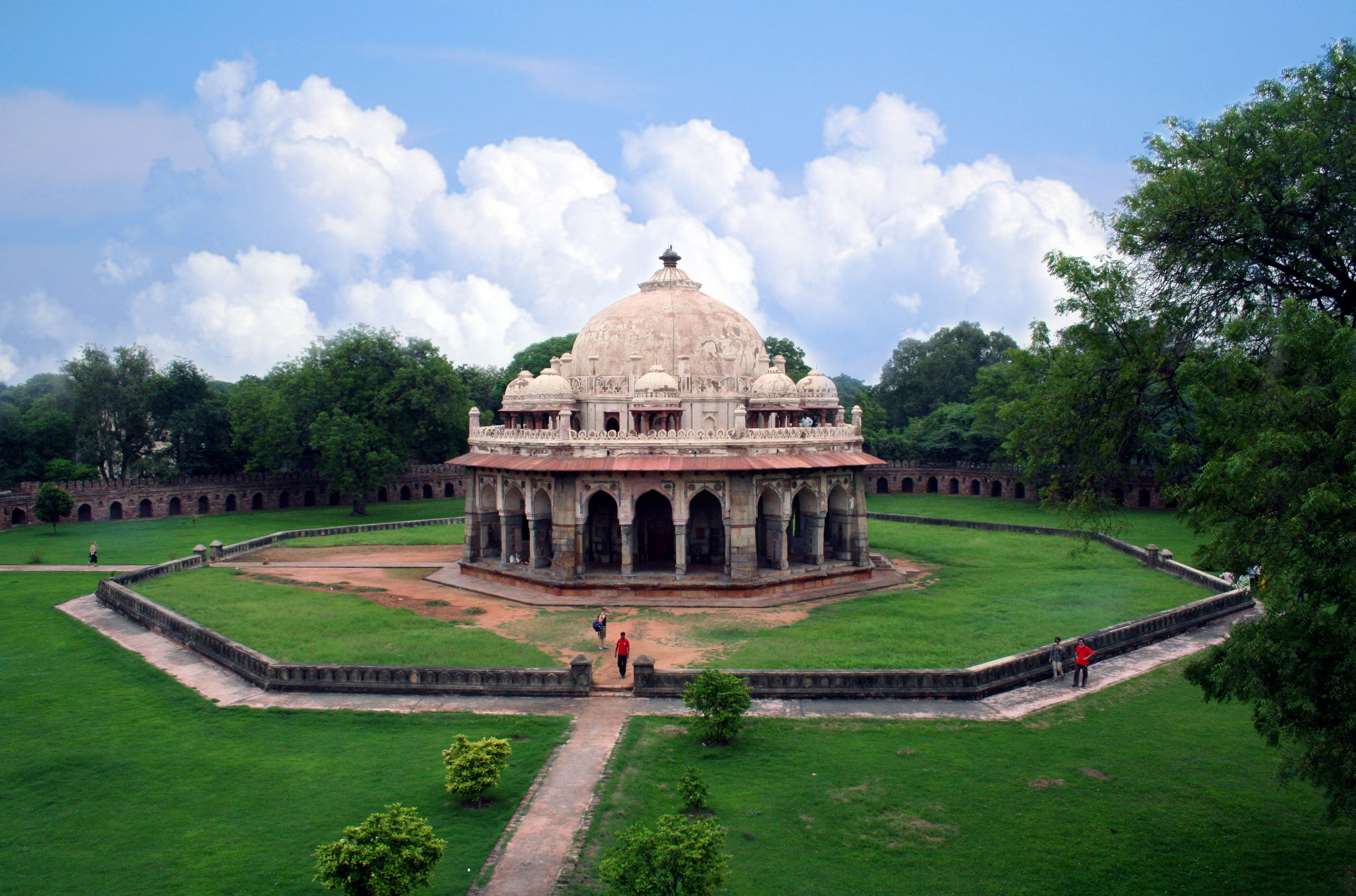
Tomba di Isa Khan Niyazi, risalente al 1547 d.C.

Tomba e moschea di Isa Khan: Numerosi monumenti punteggiano la strada che conduce alla Tomba di Humayun dall'ingresso occidentale. Il principale tra questi è un monumento preesistente di vent'anni la tomba stessa dell'imperatore. Costruito nel 1547 d.C., rappresenta il complesso tombale dedicato a Isa Khan Niyazi, una nobile Pashtun della corte imperiale di Sher Shah Suri, della Dinastia Suri, che aveva combattuto i moghul. La tomba ottagonale è collocata all'interno di un giardino, anch'esso ottagono, costruito quando la nobile era ancora in vita, durante il regno del figlio di Sher Shah, Islam Shah Suri. Servì in seguito come luogo di sepoltura per l'intera famiglia di Isa Khan. Sul lato occidentale della tomba si trova una moschea di tre campate, in arenaria rossa. La tomba ricorda in numerosi elementi altri mausolei della Dinastia Suri ospitati nei Giardini Lodi di Delhi e dimostra una marcata progressione nello sviluppo del gusto architettonico proprio di tali sepolture. Alcuni degli elementi architettonici presenti nella tomba di Isa Khan saranno riscontrabili anche nella Tomba di Humayun, sebbene sviluppati su scala decisamente maggiore: prima fra tutte la scelta di sistemare il mausoleo all'interno di un giardino cintato.

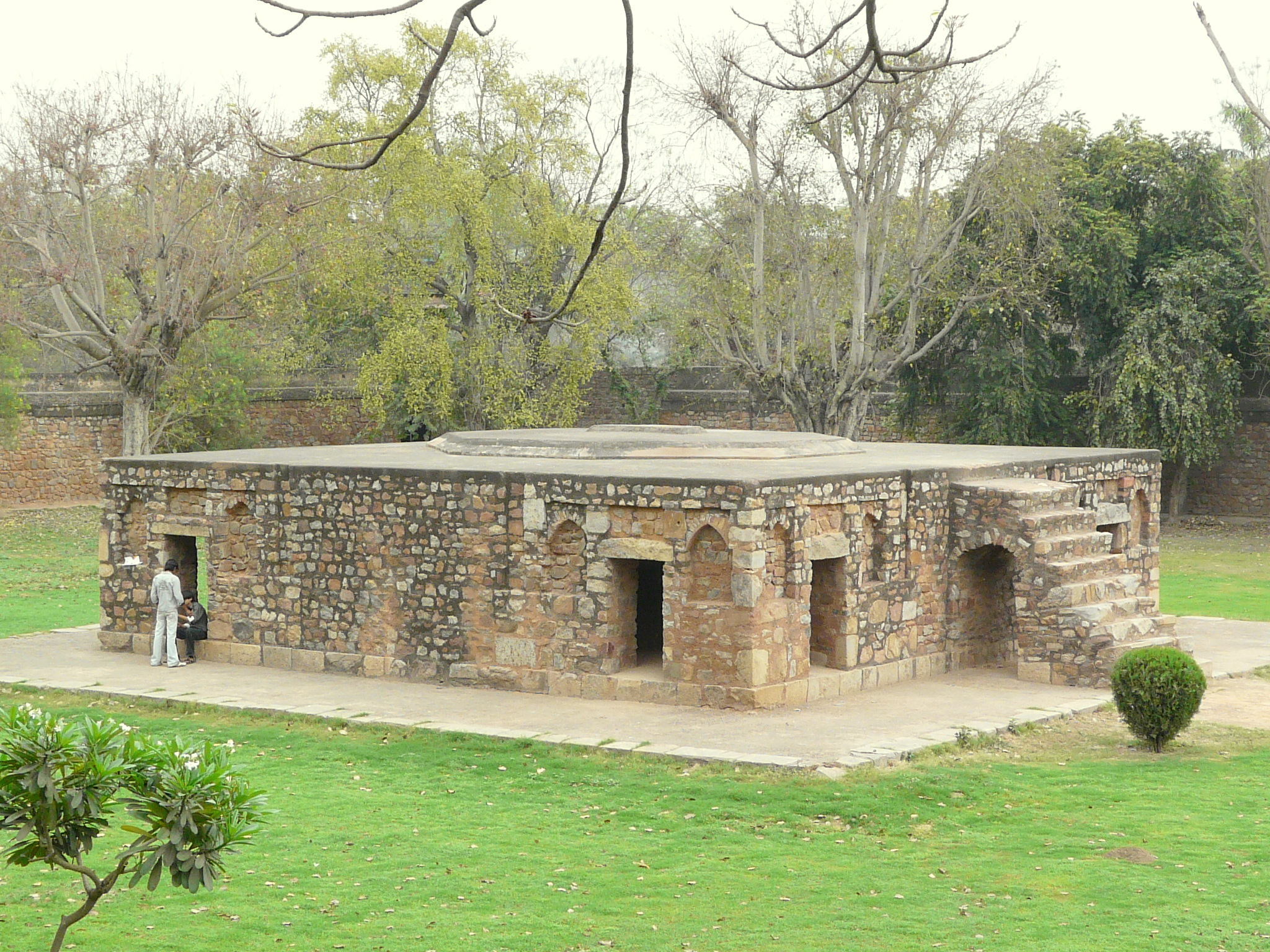
Tomba e Giardino di Bu Halima.

Tomba e Giardino di Bu Halima: Entrando nel complesso da ovest, il visitatore entra dapprima all'interno di un ulteriore complesso di giardini, il Giardino di Bu Halima. Poco si sa di colei a cui è dedicata l'opera, e il fatto che la tomba - o la piattaforma sopraelevata dove un tempo questa avrebbe potuto esser situata - non si trova al centro del giardino induce a pensare che si tratti di un'aggiunta posteriore.

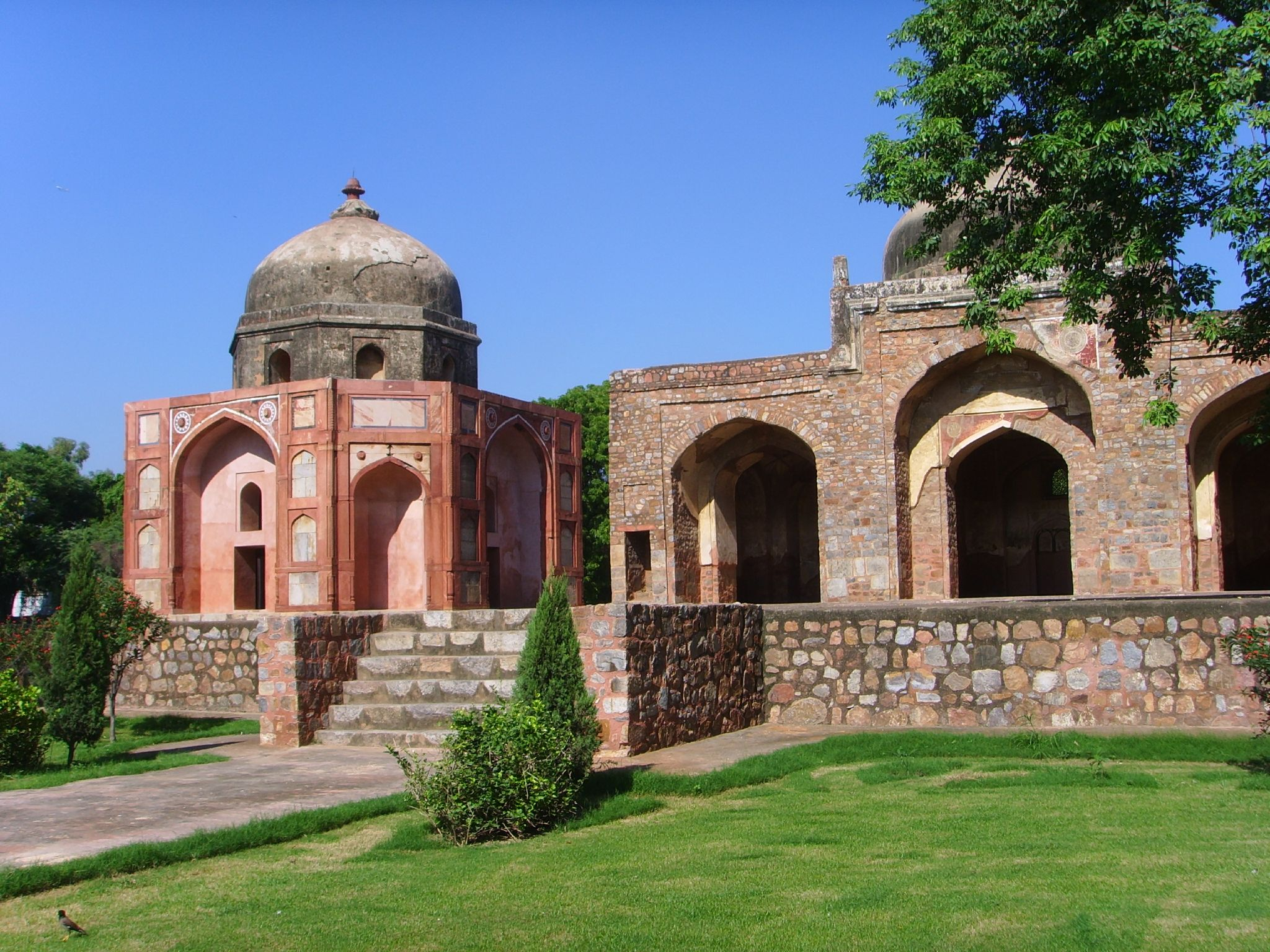
Tomba di Afsarwala (Tomba dell'Ufficiale), connessa all'omonima moschea, risalenti al 1566 d.C., all'interno del complesso dell'Arab Sarai.

Tomba e moschea di Afsarwala: Verso l'angolo sudoccidentale del complesso, si trova la tomba di Afsarwala, appartenente ad un nobile (Afsar era un termine utilizzato per indicare gli Ufficiale) della corte di Akbar. Una delle tombe di marmo poste all'interno del mausoleo risale al 1556-557 d.C. La moschea stessa può essere fatta risalire allo stesso periodo, a giudicare dalla sua posizione adiacente alla tomba.
Arab Sarai: Letteralmente "casa di riposo per arabi", la struttura è costruita in adiacenza alla moschea di Afsarwala. Fu costruita per volere di Bega Begum, moglie di Humayun, tra il 1560 ed il 1561 d.C., con buona probabilità eretta per ospitare le maestranze giunte sul posto per costruire l'intero complesso della tomba.
Nila Gumbad: Al di fuori dei limiti del complesso si trova la tomba nota Nila Burj (ora Nila Gumbad) o 'Cupola Blu', così nominata per il suo rivestimento in piastrelle vetrate blu. Fu costruita per volere di Abdul Rahim Khan-I-Khana - figlio di Bairam Khan ed anch'esso parte della corte di Akbar - per il suo servo Miyan Fahim. Fahim non solo era cresciuto seguito come un figlio da Khan-I-Khana, ma era anche morto al fianco di uno dei figli dello stesso, Feroze Khan, durante la reazione alla ribellione del generale Mahabat Khan del 1625-1626, ai tempi del regno di Jahangir. L'edificio è importante per la particolarità di alcune scelte architettoniche, come la pianta ottagonale all'esterno e quadrata all'interno, i soffitti decorati con intonaco dipinto e inciso, la cupola allungata. Assente invece la soluzione tecnica della doppia cupola, diffusa invece tra le tombe coeve.
Chillah Nizamuddin Aulia: Ritenuto essere la residenza del santo patrono di Delhi, Nizamuddin Auliya (m. 1325 d.C.), è ubicato appena all'esterno del complesso principale, vicino all'angolo nordorientale del mausoleo di Humayun. Rappresenta un esempio di architettura dell'epoca della Dinastia Tughlaq.
Gurdwara di Gobind Singh: è un luogo di culto  dedicato al 10° leader religioso sikh, che nel 1707 incontrò il principe Muazzam, futuro imperatore Bahadur Shah, il quale gli chiese sostegno contro suo fratello, nella lotta per la successione al trono del defunto Aurangzeb. Guru Sahib e il principe Muazzam si riunirono presso la tomba di Humayun per elaborare la strategia della battaglia, mentre venivano intrattenuti da combattimenti spettacolari di elefanti e tori. Guru Sahib promise che avrebbe aiutato il Principe se questi avesse punito tutti i responsabili dell'uccisione dei suoi figli, della distruzione del suo esercito e della sua città, Anandpur. Le promesse furono mantenute da entrambi.
Il Gurdwara Damdama Sahib fu edificato da Sardar Bhagel Singh nel 1783, quando il suo numeroso esercito sikh riuscì a conquistare Delhi. Alcuni anni dopo, il maharaja Ranjit Sing fece ampliare il tempio dai propri ufficiali, che si occuparono della costruzione di un deorhi, che comprendeva edifici per i sacerdoti e i pellegrini. Nel 1984 fu costruito un nuovo edificio. Il gurdwara attrae ogni anno migliaia di fedeli, in occasione delle celebrazioni del Hola Mohalla, il secondo giorno del mese lunare di Chet.
Più lontano dal complesso della tomba si trovano altri monumenti di epoca moghul, come il Bada Bateshewala Mahal, il Chote Bateshewala Mahal, ed il Barapula, un ponte con 12 pilastri e 11 arcate costruito nel 1621 da Mihr Banu Agha, il capo eunuco della corte di Jahangir.

## Restauri

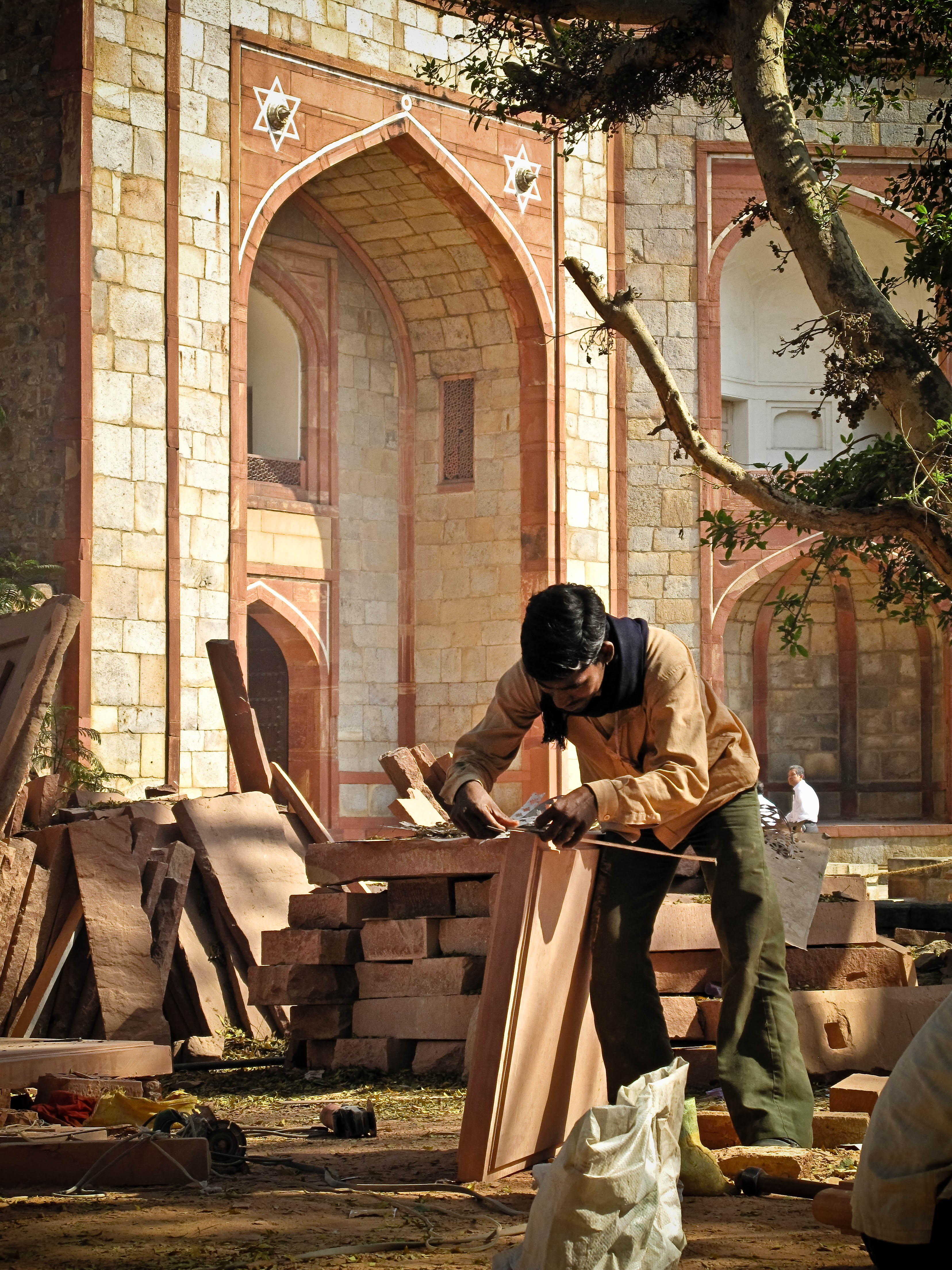
Le lastre di arenaria vengono misurate dalle maestranze durante i lavori di restauro, 2010.

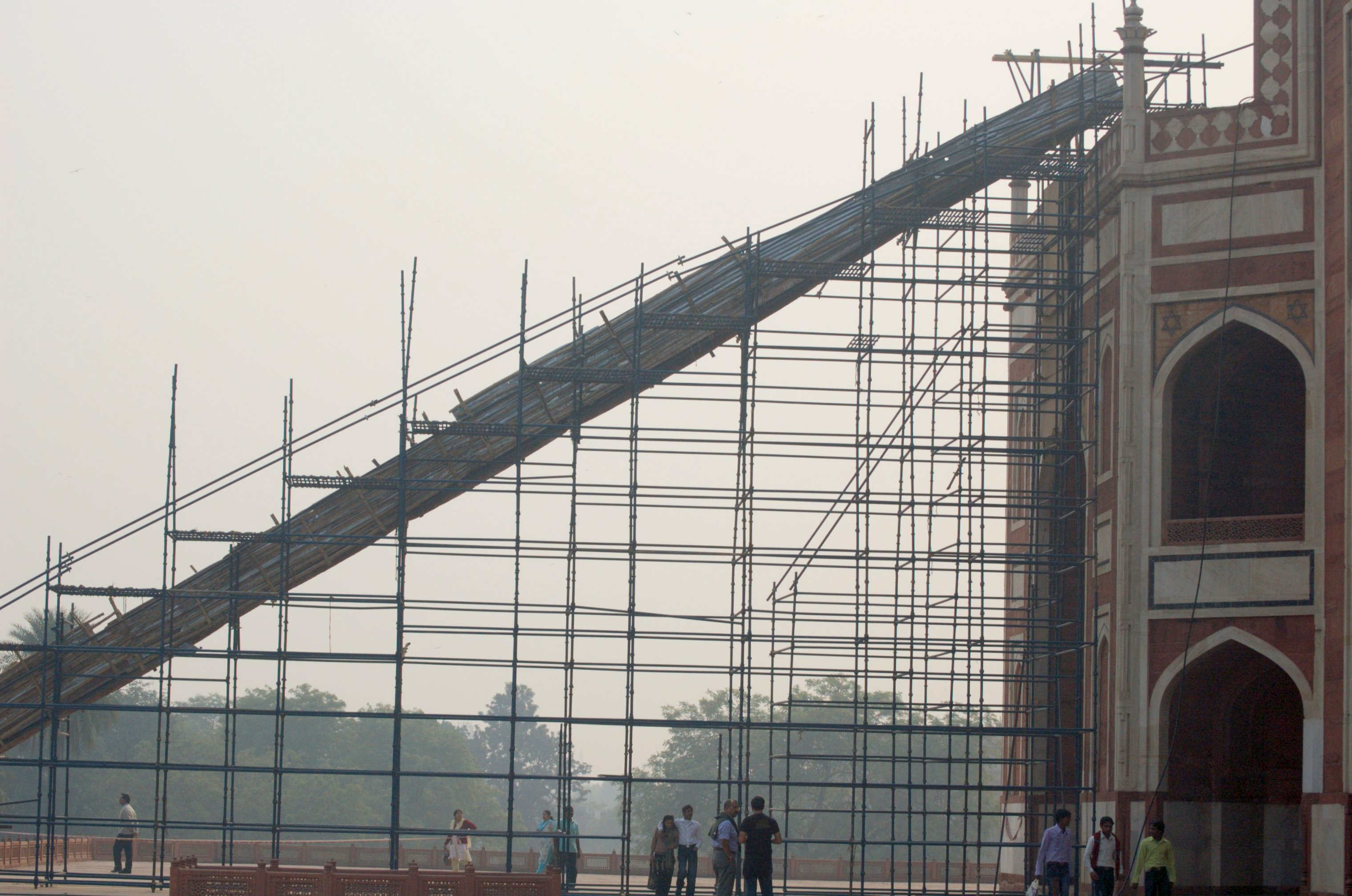
Installazione di speciali canali di scolo dalla copertura durante i restauri della Tomba di Humayun, 2008.

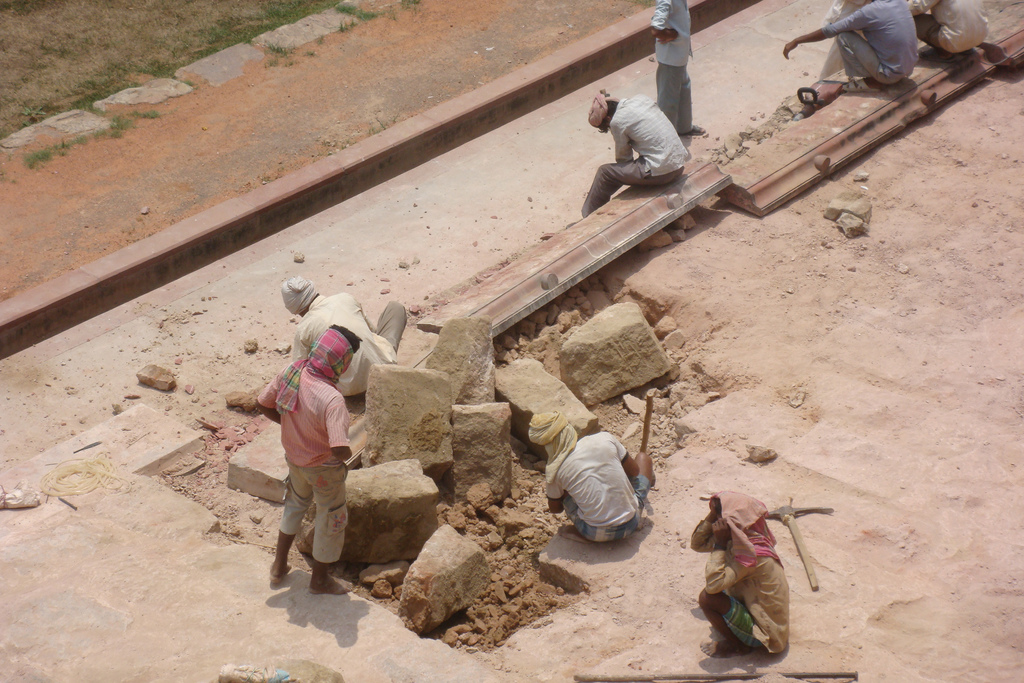
La ricostruzione e l'allineamento di circa 3.000 km di delimitazione dei tracciati ha richiesto l'impiego di oltre 60 lapicidi. Lastre in arenaria rossa sono state lavorate e installate a mano a margine dei canali per uno sviluppo superiore ai 2.000 metri. Immagine del 2009.

Prima che venissero intrapresi i lavori di restauro, vandalismi e sottrazioni illegali di materiale erano divenuti talmente frequenti da iniziare a rappresentare una concreta minaccia per questo complesso dall'inestimabile valore artistico. L'opera di restauro curata dall'Aga Khan Trust for Culture (AKTC) in collaborazione con l'ASI - l'Archaeological Survey of India, paragonabile alle Soprintendenze archeologiche italiane - iniziò dopo due anni di ricerche e studi nel 1999 e terminò nel 2003.
Circa 12 ettari di manto erboso e più di 2500 alberi - tra cui piante di limone, mango, ibisco, neem e gelsomino - vennero nuovamente piantati nel giardino. Fu inoltre installato un nuovo sistema per la circolazione delle acque nei canali: per assicurare che l'acqua fluisse naturalmente per i canali e le vasche del sito senza l'aiuto di sistemi idraulici, i canali d'acqua sono stati scavati secondo l'esatto dislivello di un centimetro ogni 40 metri. Ciò ha permesso all'acqua di tornare a fluire attraverso i canali presenti nel giardino ed alle fontane a lungo inattive di rifunzionare nuovamente.
Altro importante obiettivo raggiunto in questa mastodontica opera di restauro è stata l'organizzazione di un sistema di raccolta delle acque piovane sfruttando 128 fosse nel terreno; vecchi pozzi scoperti durante i lavori di restauro sono stati puliti e rivitalizzati.
Il restauro della Tomba di Humayun rappresenta inoltre il primo contributo effettivo da parte di associazioni private eseguito sotto l'egida del National Cultural Fund (NCF) dell'ASI: i fondi includevano inoltre la somma di $650,000 da parte dell'Aga Khan Trust for Culture, in collaborazione con l'Oberoi Hotels Group. Lo stesso fondo dell'Aga Khan ha inoltre seguito i lavori di restauro del Bagh-e Babur, luogo di sepoltura del padre di Humayun, Babur, a Kabul, in Afghanistan.
Come parte dei continui lavori di restauro in corso, nel 2009, ASI e Aga Khan Trust for Culture, dopo mesi di lavoro con strumenti a mano, sono riusciti a rimuovere uno spesso strato di cemento dal tetto che imponeva un carico di circa 1.102 tonnellate sull'intera struttura. Tale strato era stato gettato inizialmente in opera durante gli anni Venti del XX secolo per prevenire l'infiltrazione dell'acqua e, dopo la stesura nel tempo di numerosi strati, era giunto allo spessore di circa 40 cm: attualmente questa struttura rimossa è stata sostituita con un tradizionale strato di protezione in calce. Nella fase successiva, è stato applicato lo stesso trattamento al primo chabutra (basamento) della tomba, originariamente rivestito da grandi blocchi di quarzite, alcuni dei quali anche del peso di più di una tonnellata. Durante gli anni Quaranta del XX secolo un'irregolare sistemazione del basamento inferiore fu corretta ricoprendo la stessa con uno strato di cemento, rovinando così l'originale pavimentazione moghul, che combaciava con quella della porta occidentale.

## Galleria d'immagini

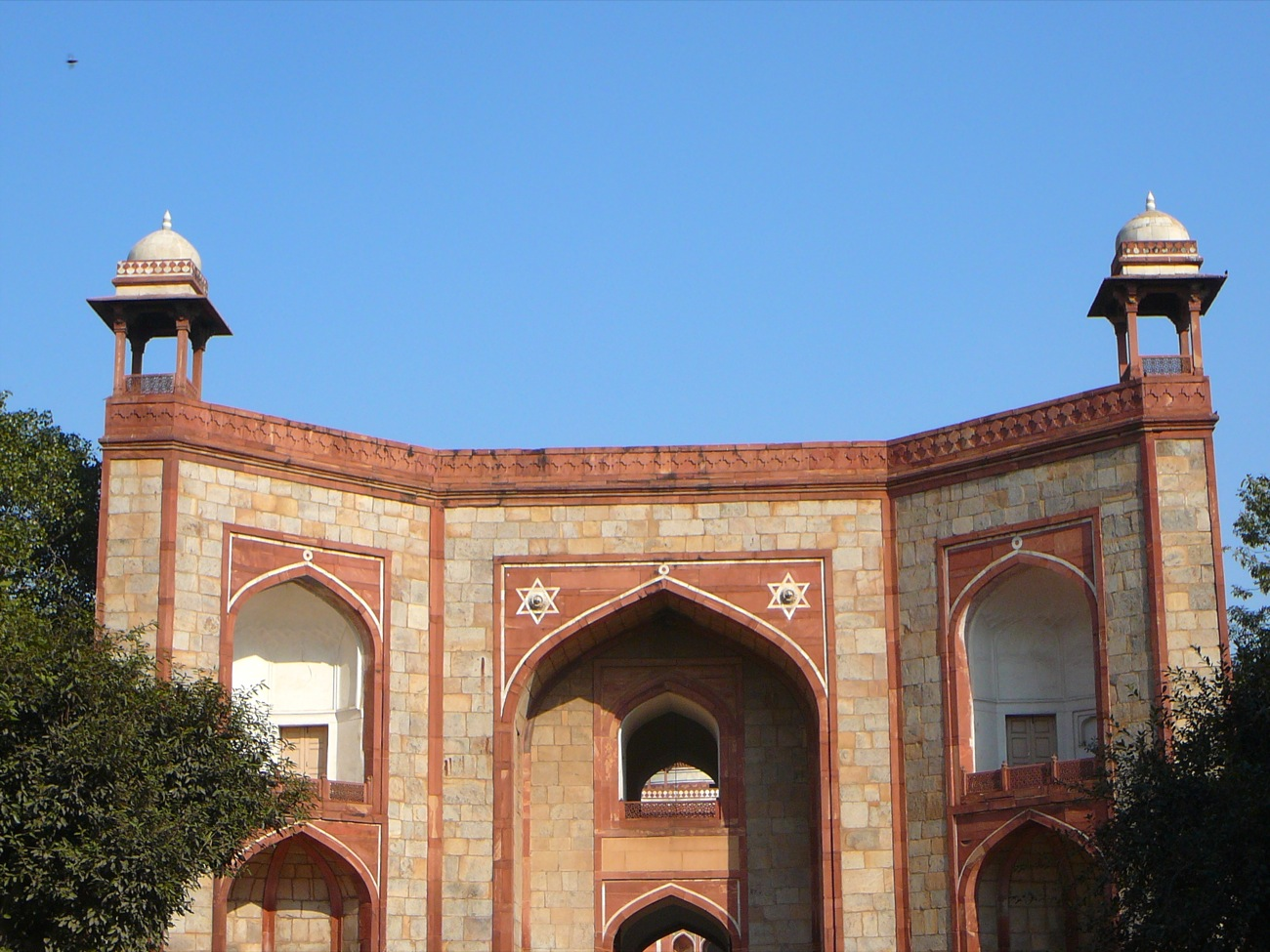
Particolare del portale d'ingresso alla Tomba di Humayun.
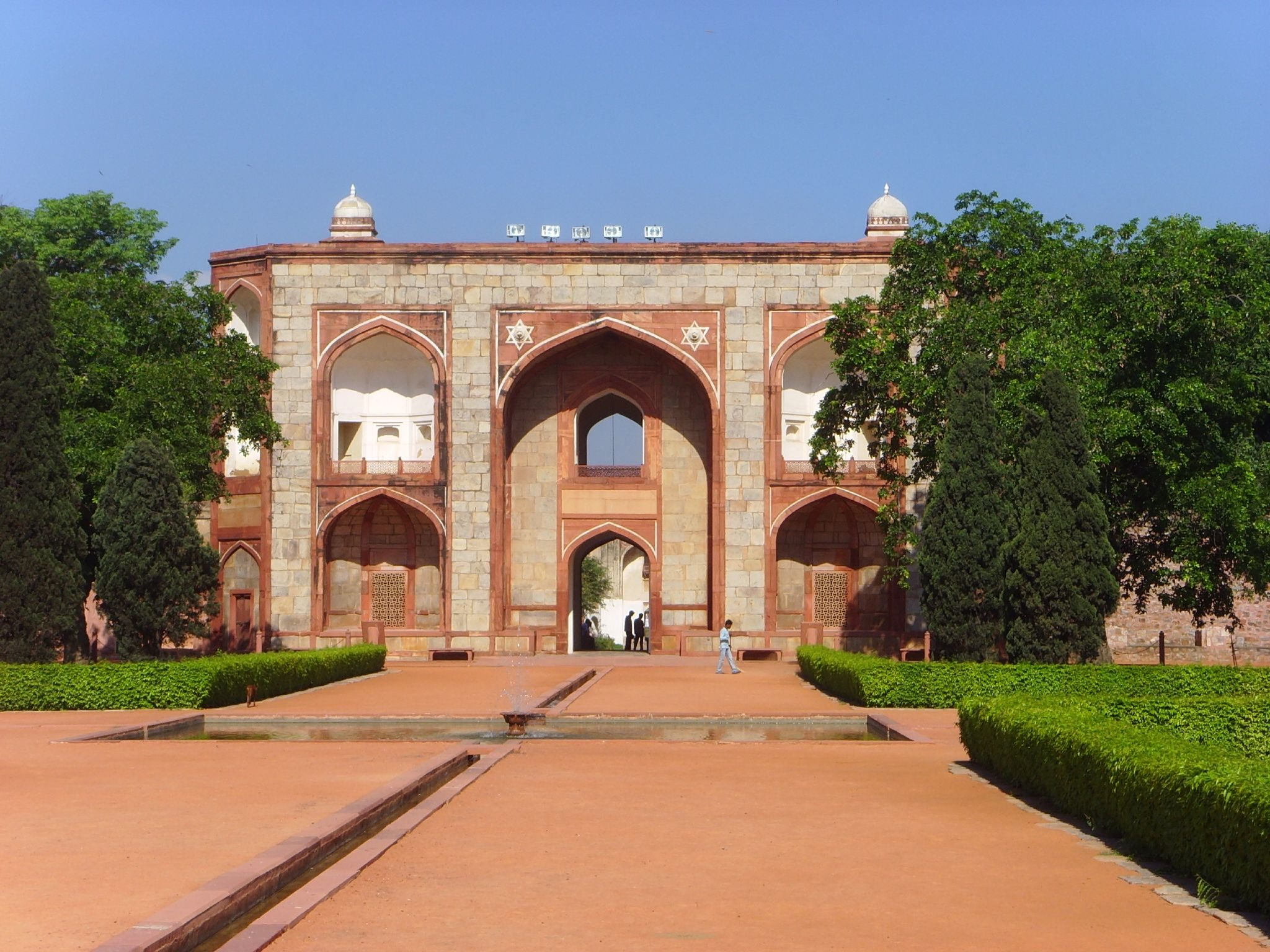
Portale d'ingresso al recinto della Tomba di Humayun, vista dall'interno.
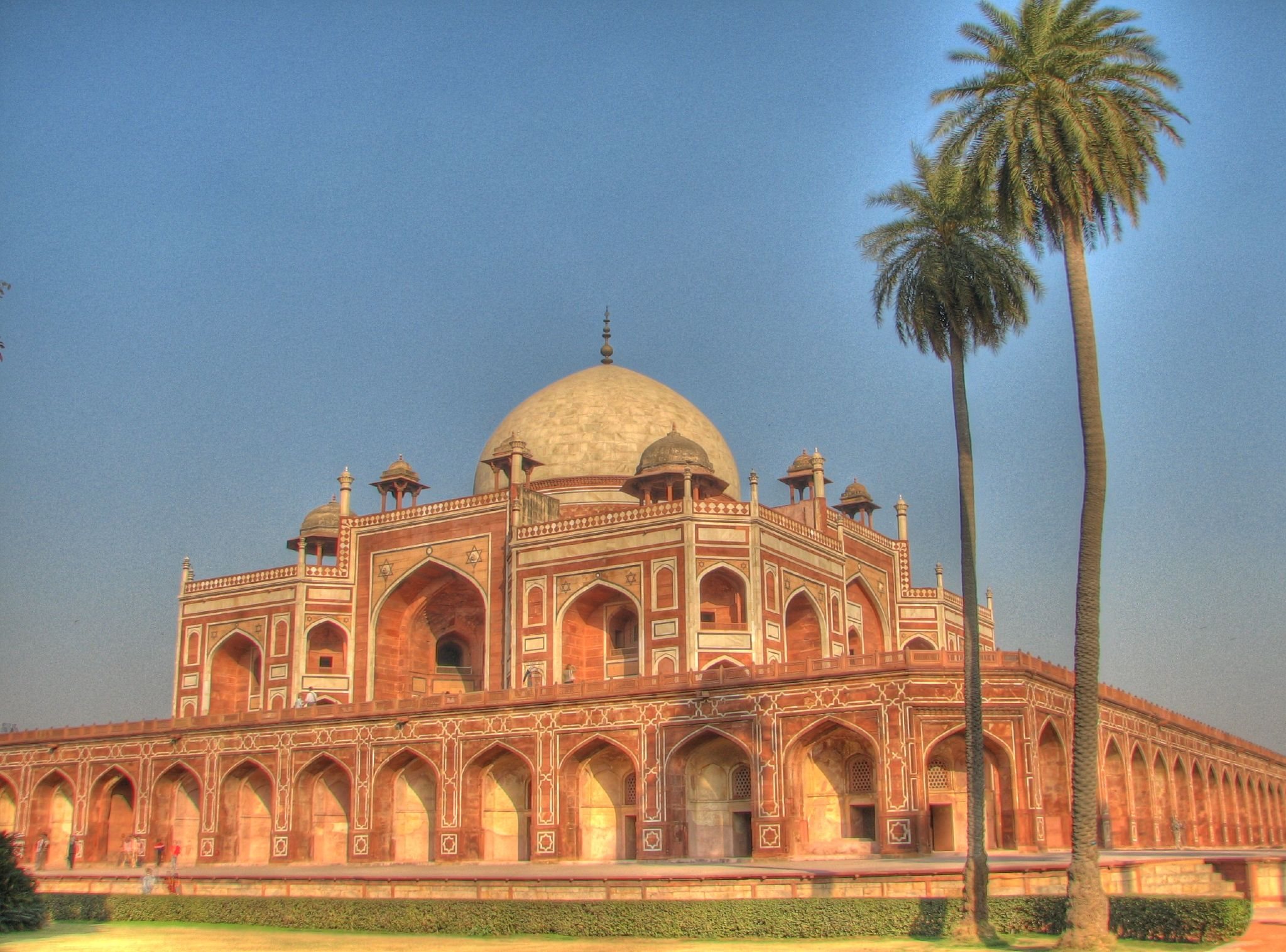
Spigoli smussati utilizzati nel recinto di delimitazione del complesso.
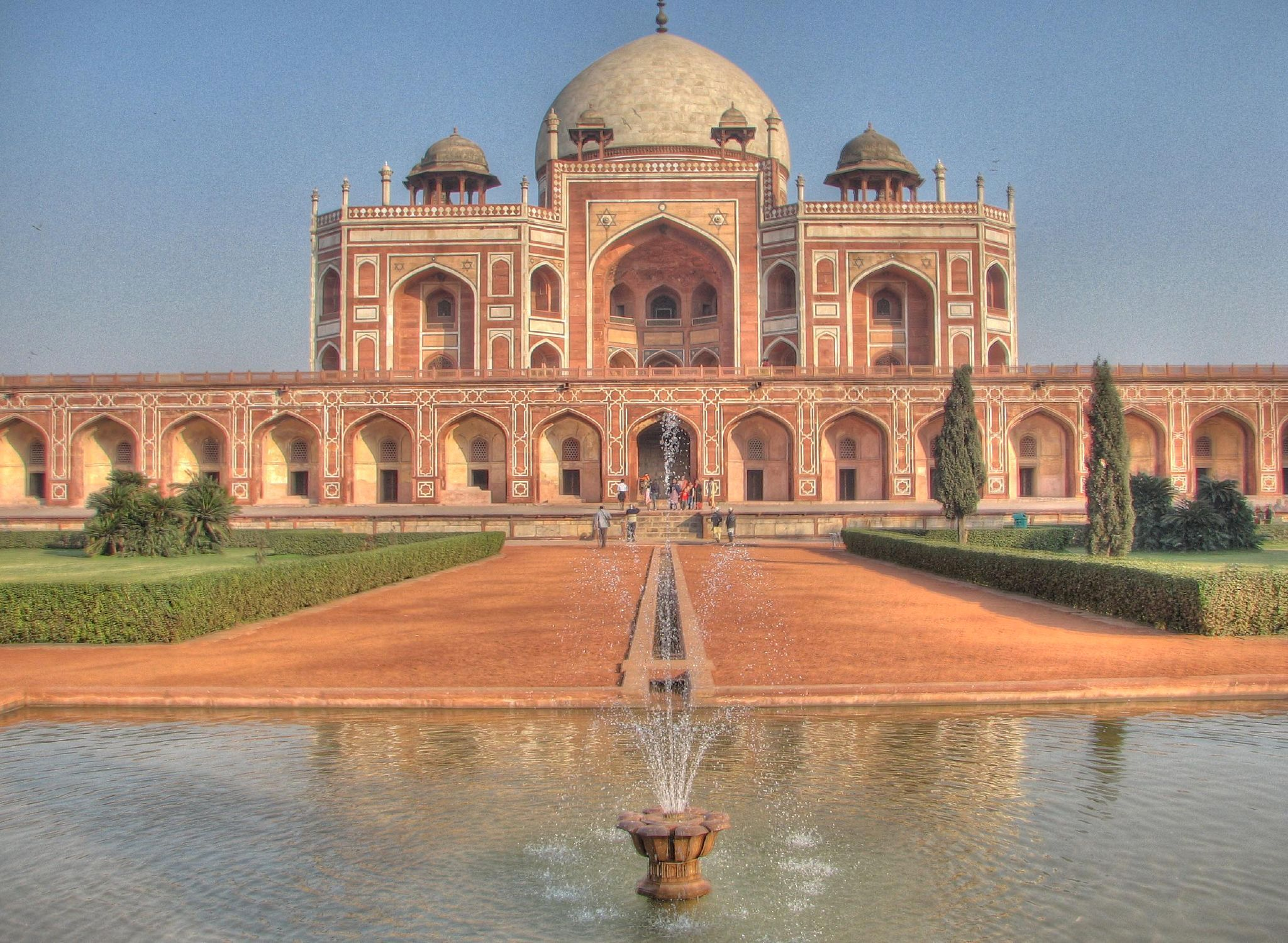
Fontana posta al termine dei canali d'acqua all'interno del giardino in Chahar bagh: sebbene semplici nel disegno, essi rappresentavano per l'epoca un'importante innovazione ingegneristica.
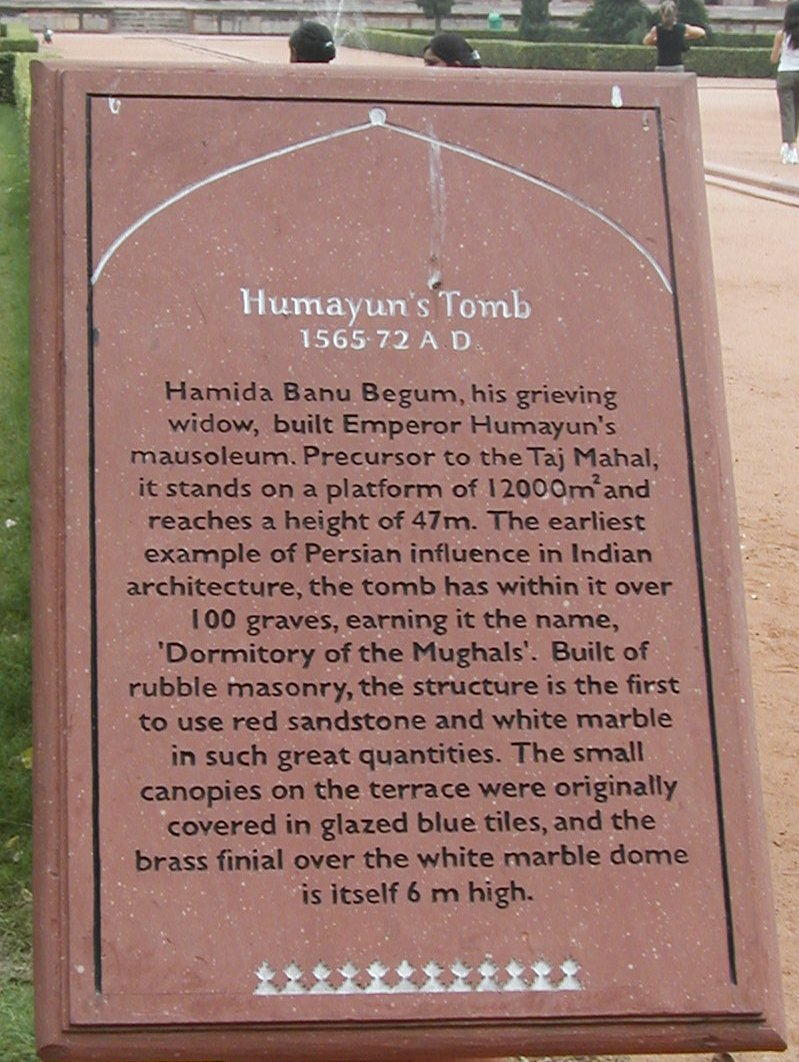
Targa turistica posta in loco.
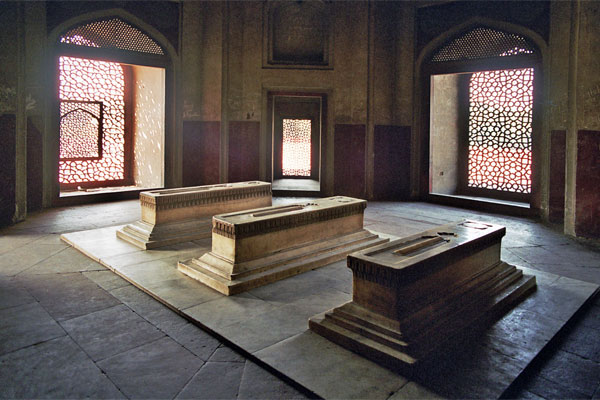
Cenotafi di Hamida Banu Begum e Dara Shikoh.
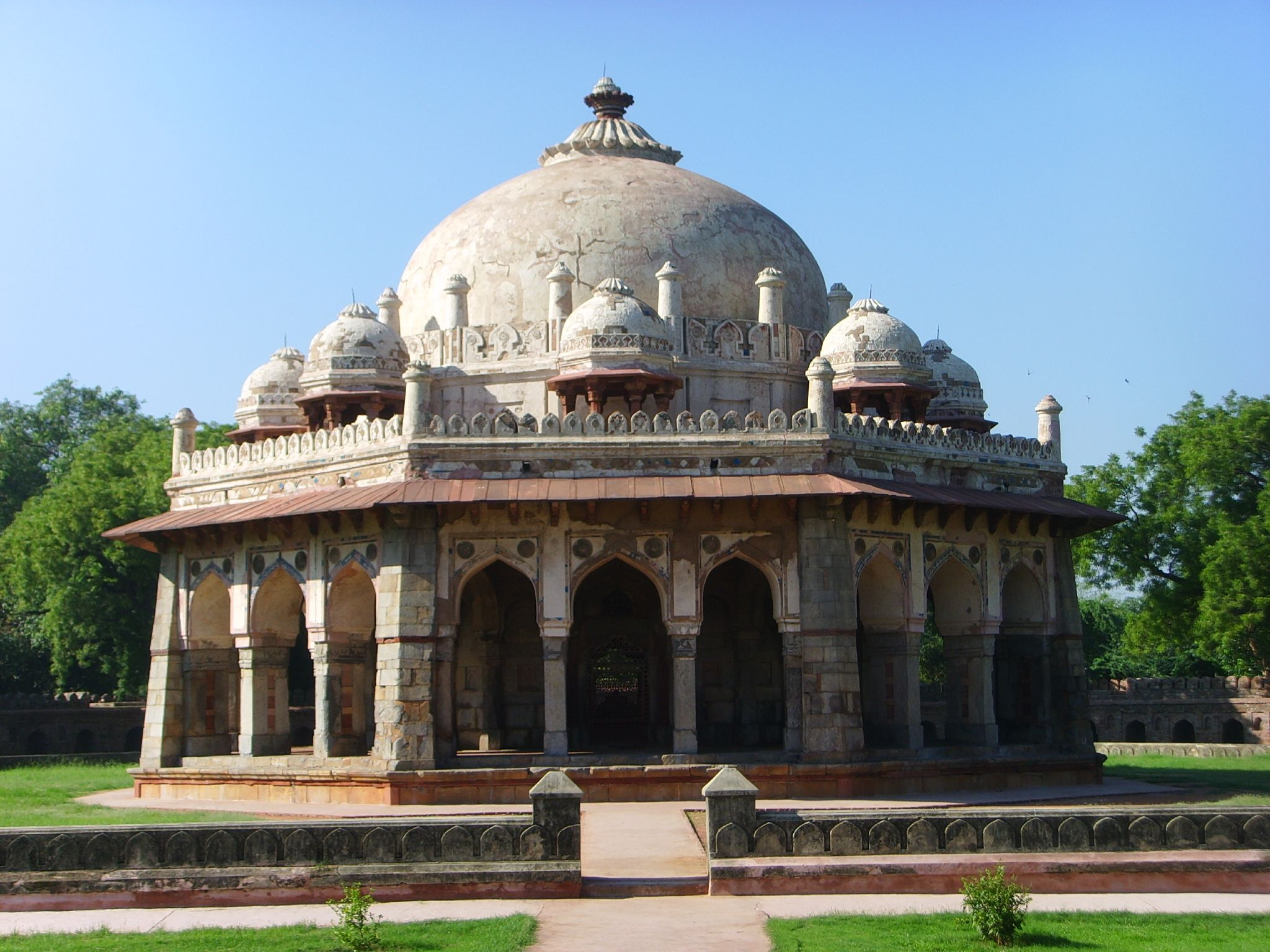
La vicina tomba di Isa Khan Niyazi, nobile della corte di Sher Shah Suri.
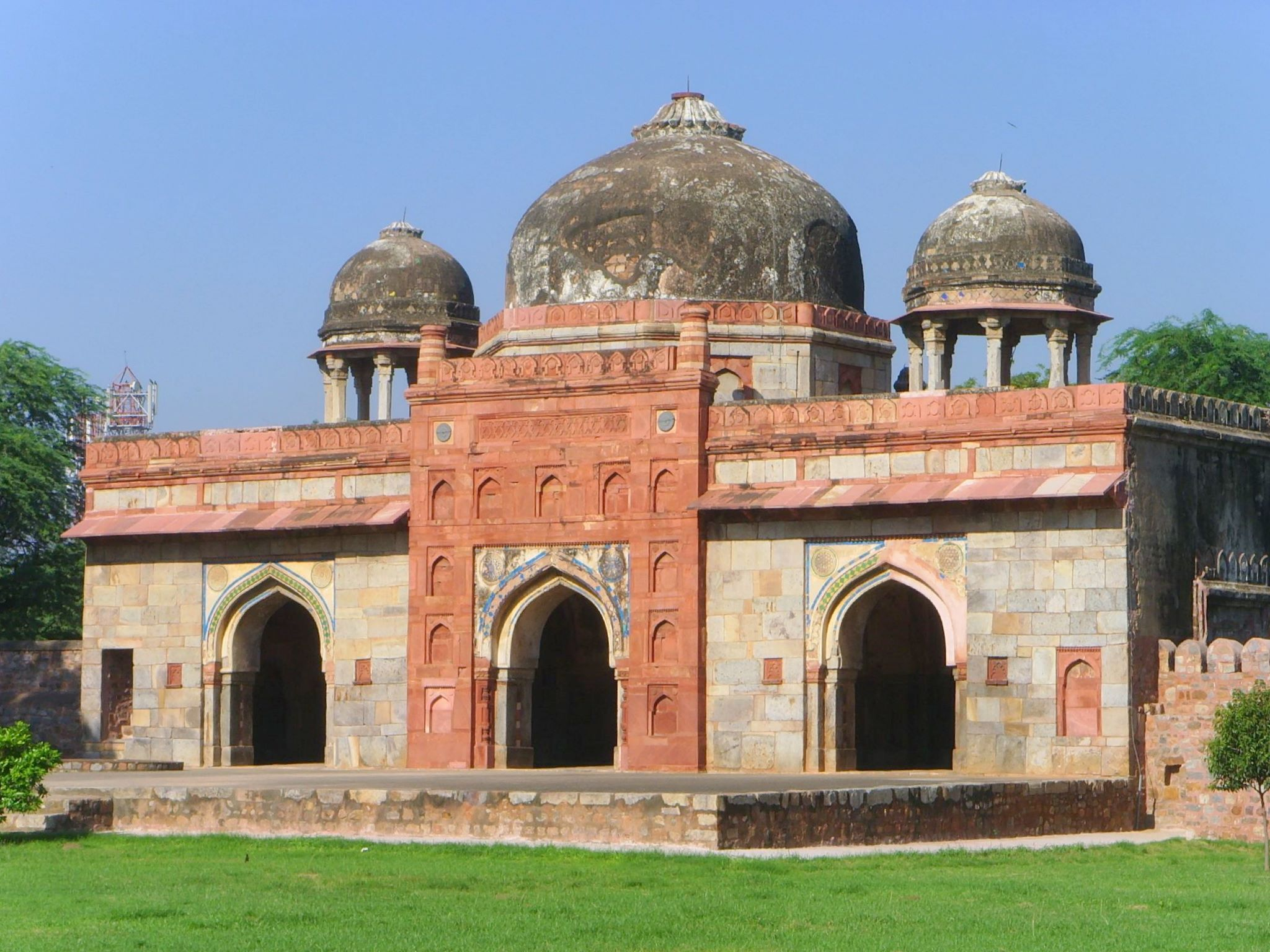
Moschea di Isa Khan Niyazi, vicina alla tomba della stessa e a quella di Humayun, risalente al 1547 d.C.
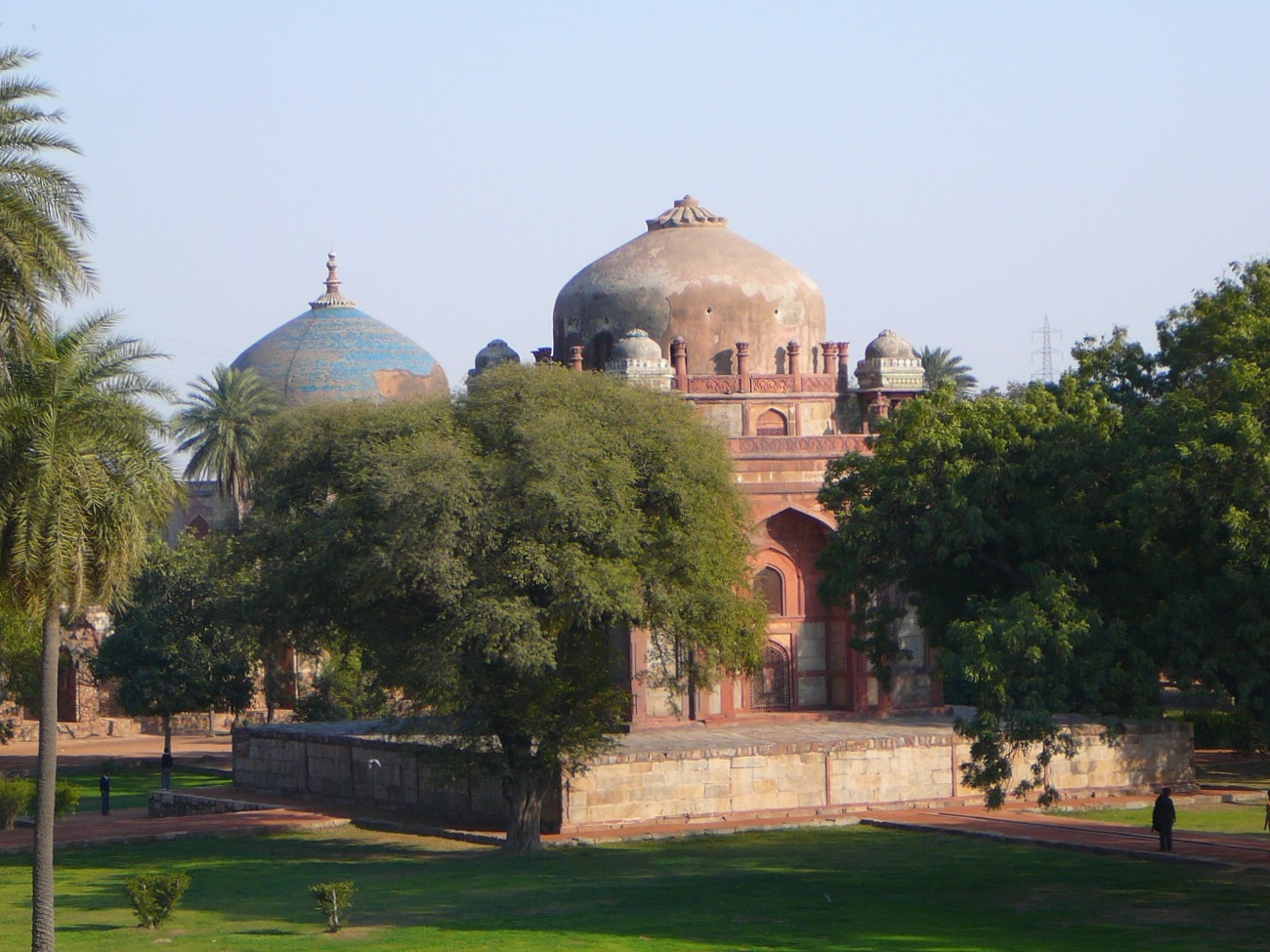
Nai-ka-Gumbad, o Tomba del Barbiere, all'interno del complesso della Tomba di Humayun, e una distante Nila Gumbad (Cupola Blu), situata all'esterno del complesso e costituente una tarda aggiunta Moghul.
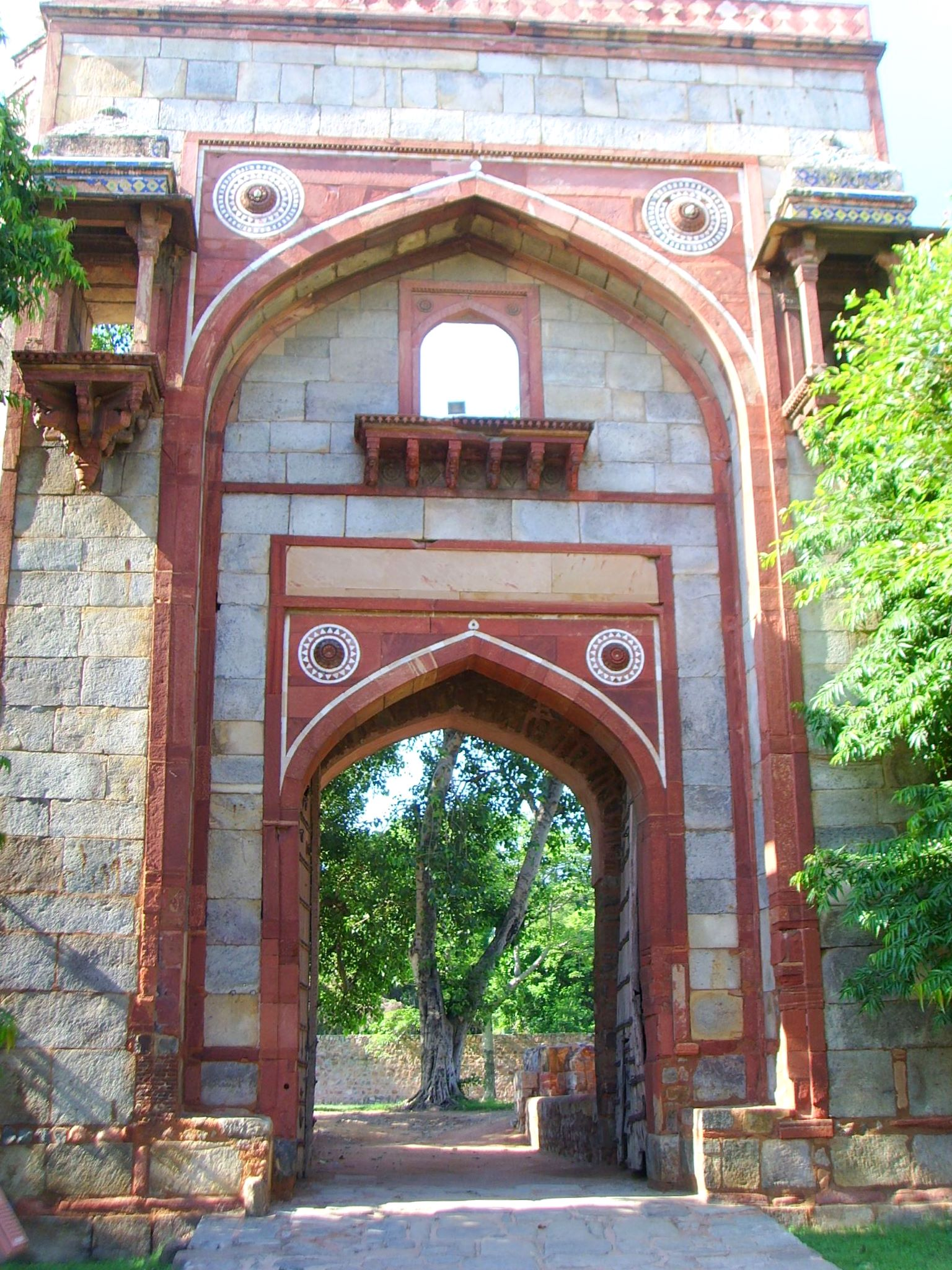
Portale d'accesso all'Arab Sarai, a sud del percorso verso la Tomba di Humayun.
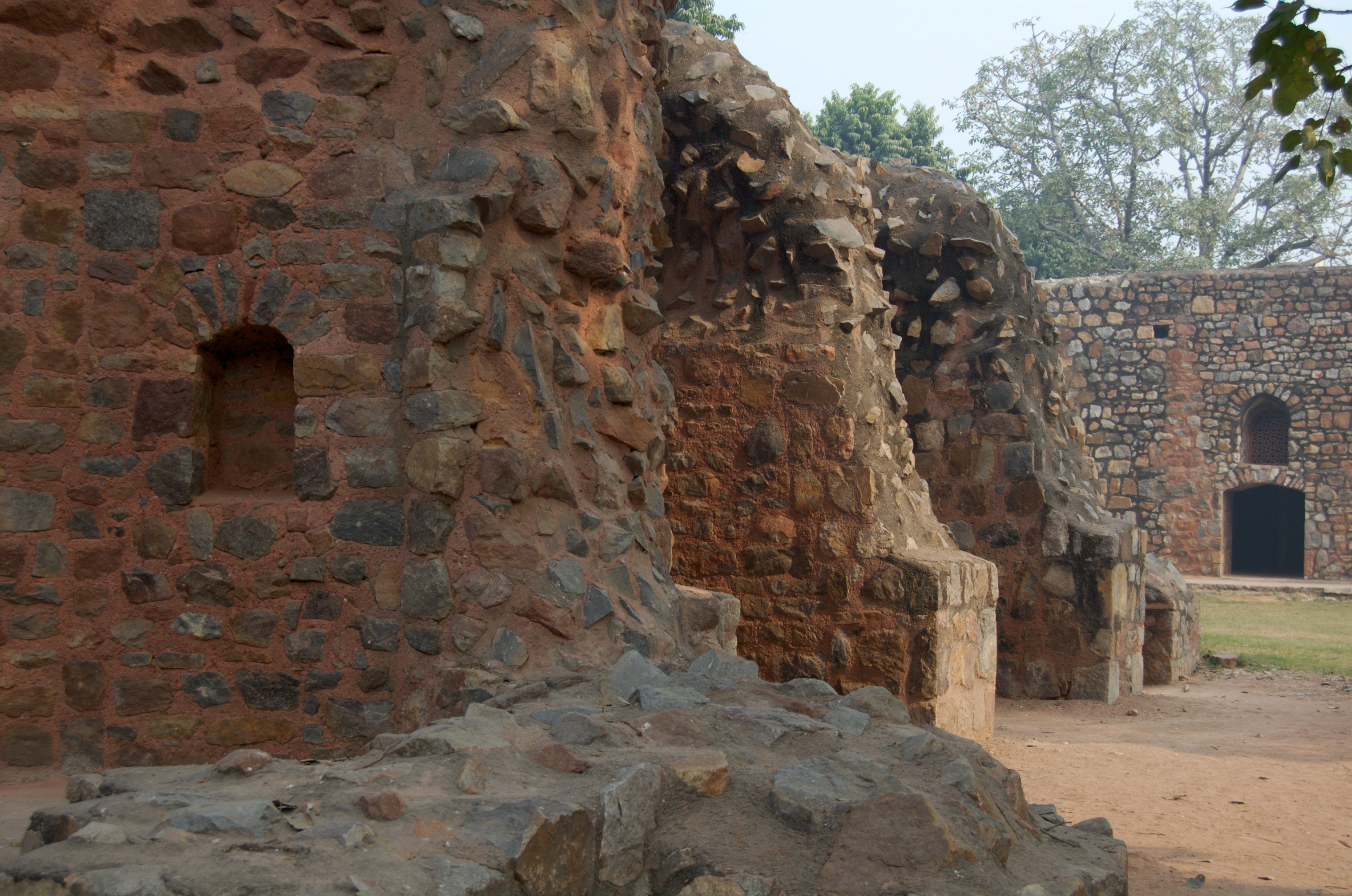
Arab Sarai, (Casa di riposo per gli Arabi), costruita per ospitare le maestranze impegnate nella costruzione della Tomba.
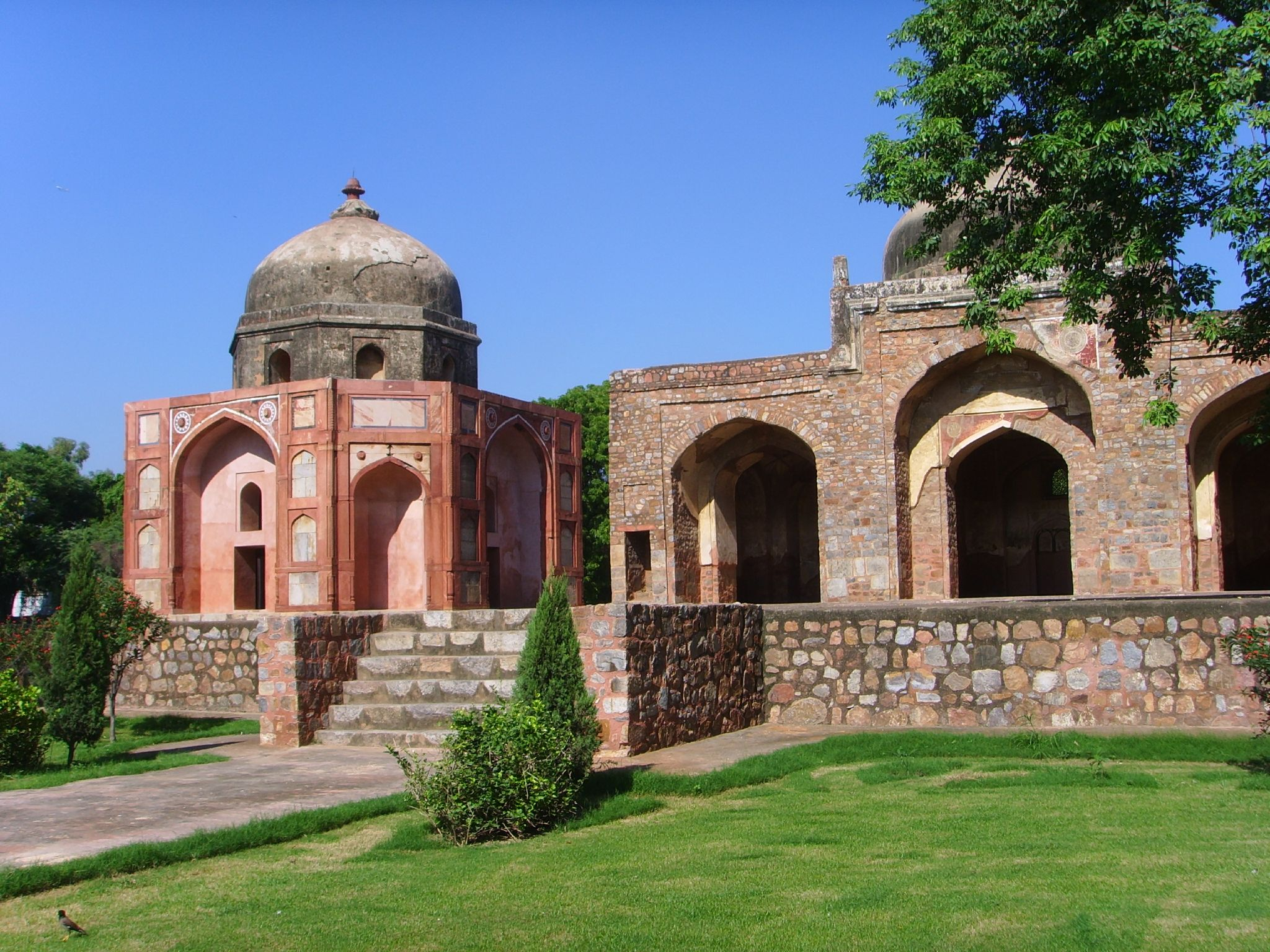
Tomba di Afsarwala (Tomba dell'ufficiale), adiacente alla moschea di Afsarwala, eretta nel 1566 d.C. all'interno del complesso dell'Arab Sarai.
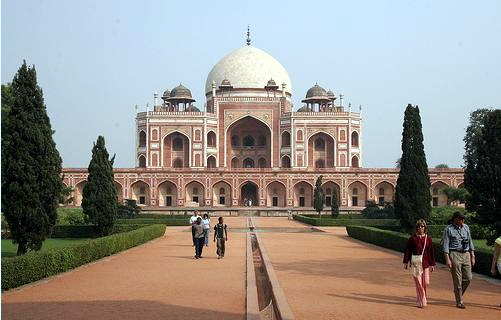
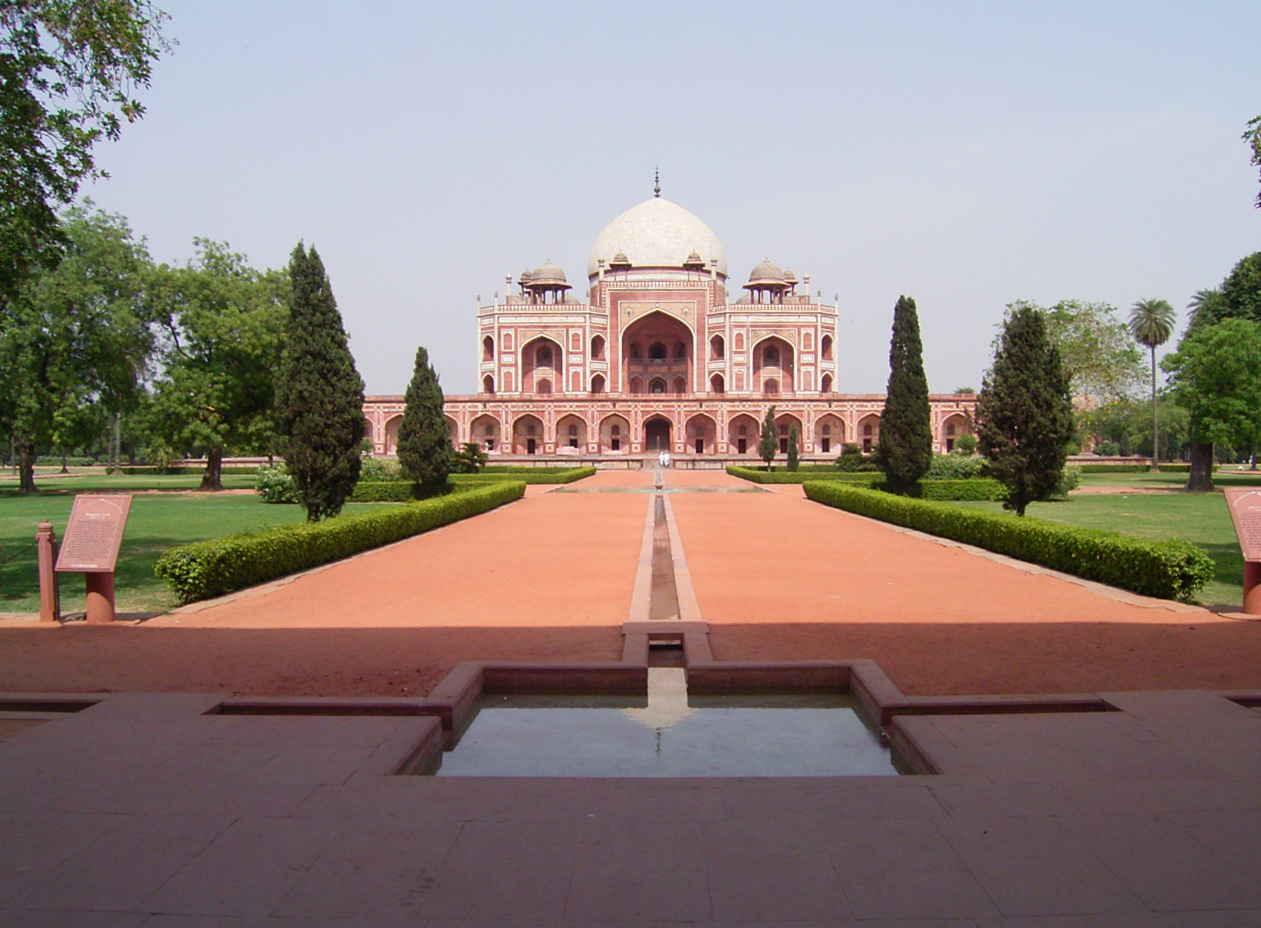
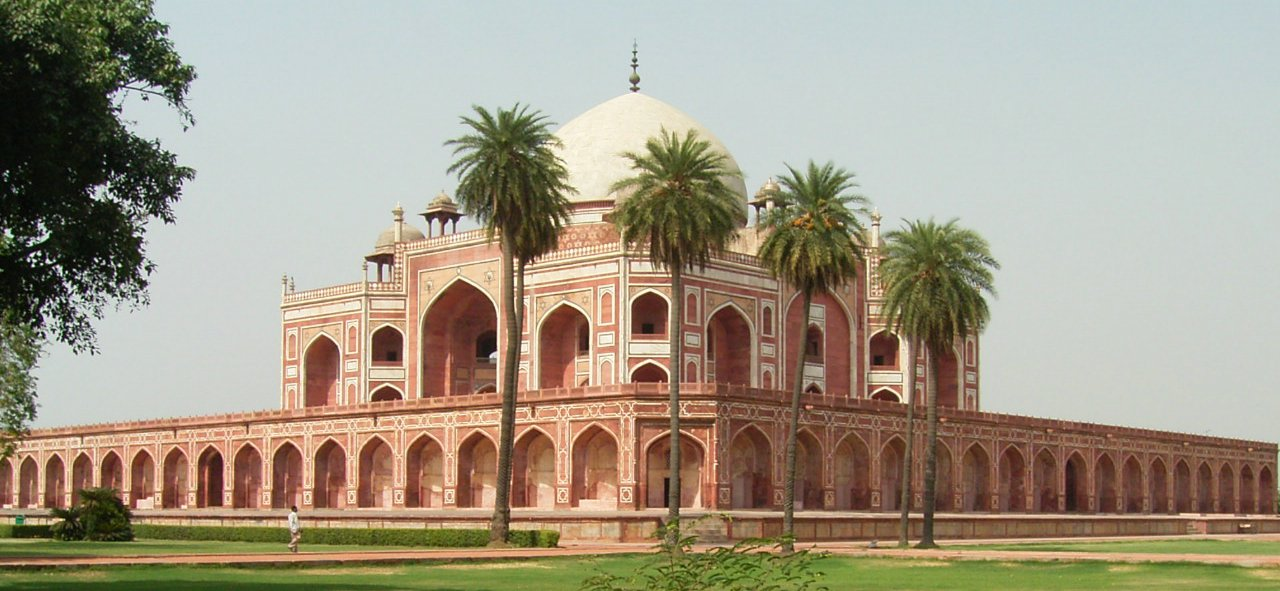